# Segundo gobierno de Sebastián Piñera
El segundo gobierno del presidente Sebastián Piñera Echenique se inició el 11 de marzo de 2018, tras su victoria en la segunda vuelta de la elección presidencial de Chile de 2017. Su mandato finalizó el 11 de marzo de 2022, día de la investidura de su sucesor, Gabriel Boric.

## Situación previa
La elección presidencial de Chile para el período 2018-2022 se realizó el 19 de noviembre de 2017, en conjunto con las elecciones de diputados y senadores y de consejeros regionales. La segunda vuelta tuvo lugar el 17 de diciembre. Las primarias presidenciales tuvieron lugar el 2 de julio.

## Ceremonia de cambio de mando

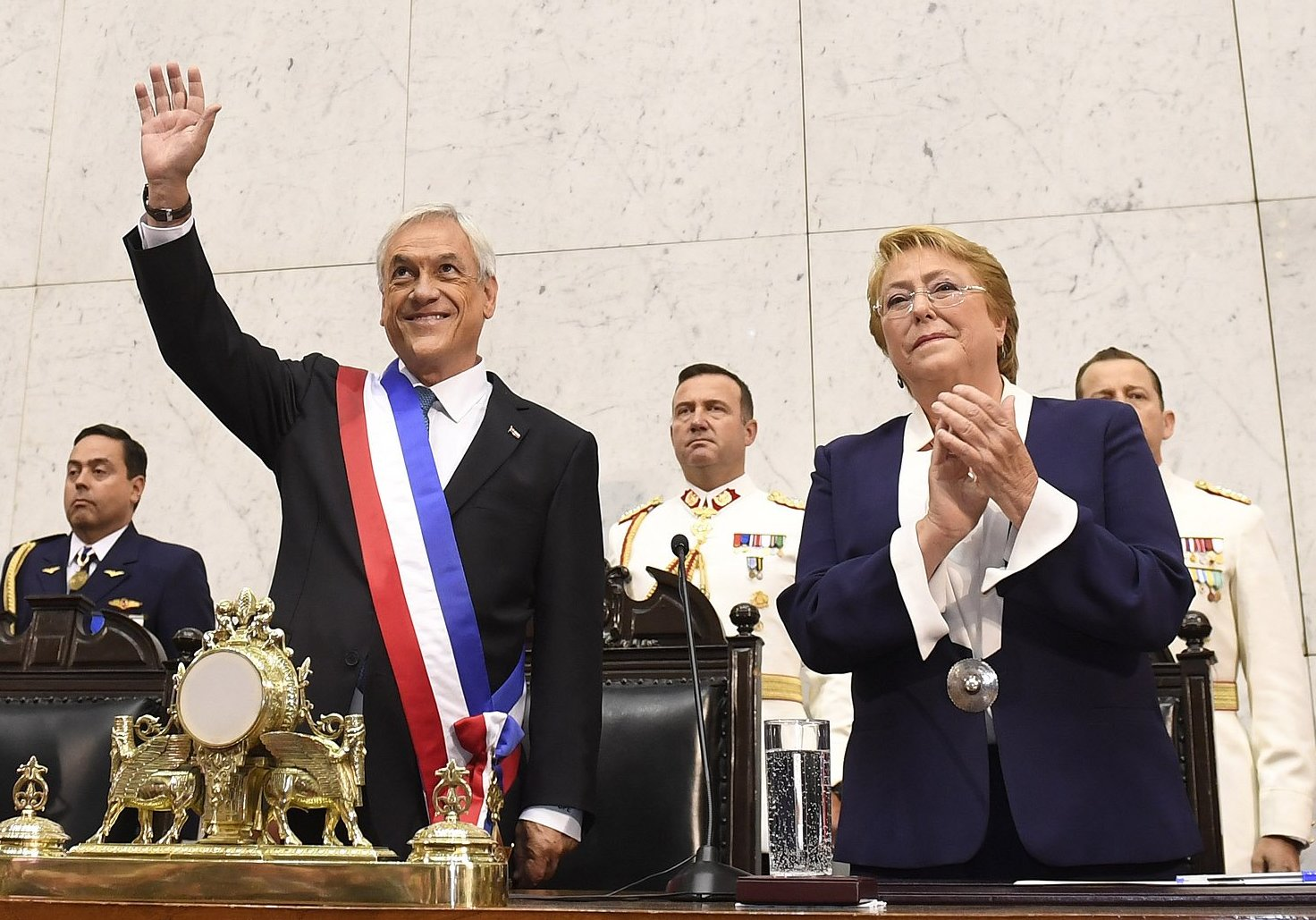
Sebastián Piñera en la ceremonia de cambio de mando de 2018

El cambio de mando se realizó el día 11 de marzo de 2018, en el Salón de Honor del Congreso Nacional en Valparaíso, donde prestó el juramento de rigor, asumiendo en el mediodía e iniciando de inmediato sus funciones.
Su primer acto como presidente de la República fue el nombramiento y toma de juramento o promesa de sus ministros de Estado. Luego realizó una reunión cumbre junto a sus ministros y los representantes extranjeros en el Palacio Presidencial de Cerro Castillo.

## Primeros 100 días

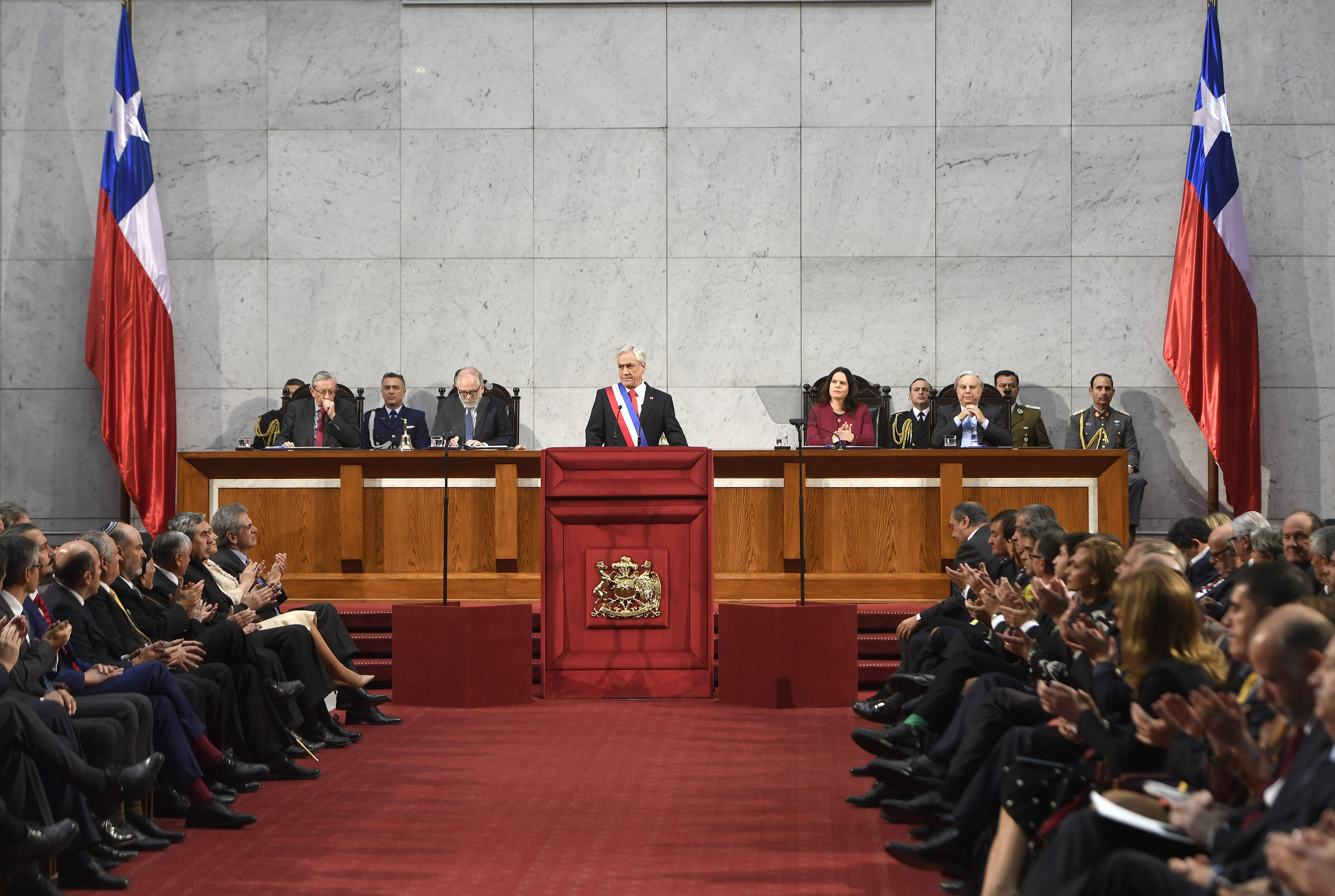
El presidente Piñera dirigiendo la cuenta pública 2018 al país

El 26 de marzo el jefe de Estado anunció auditoría "en forma inmediata" al Sename.
El 9 de abril el presidente anunció una nueva ley migratoria (aprobada en 2019) en la cual se regularizó a 300 000 inmigrantes ilegales, se creó la "Visa de Responsabilidad Democrática" para ciudadanos de Venezuela además de la "Visa consular de turismo simple" y el "Visado para fines humanitarios" para los oriundos de Haití, con el fin de regular la situación migratoria que se traía desde el gobierno anterior.
El 13 de abril el mandatario asistió a la VIII Cumbre de las Américas, en la cual criticó al presidente venezolano Nicolás Maduro y afirmó "Es indudable que en Venezuela no hay democracia"
El 3 de mayo Piñera firmó el proyecto de ley que fija imprescriptibilidad total en delitos de abusos contra menores.
El 23 de mayo el Gobierno presentó la "Agenda Mujer" con 12 puntos.
El 28 de mayo Sebastián firmó un proyecto de reforma constitucional que contempla "garantizar la igualdad de derechos entre mujeres y hombres".

## Gabinete ministerial

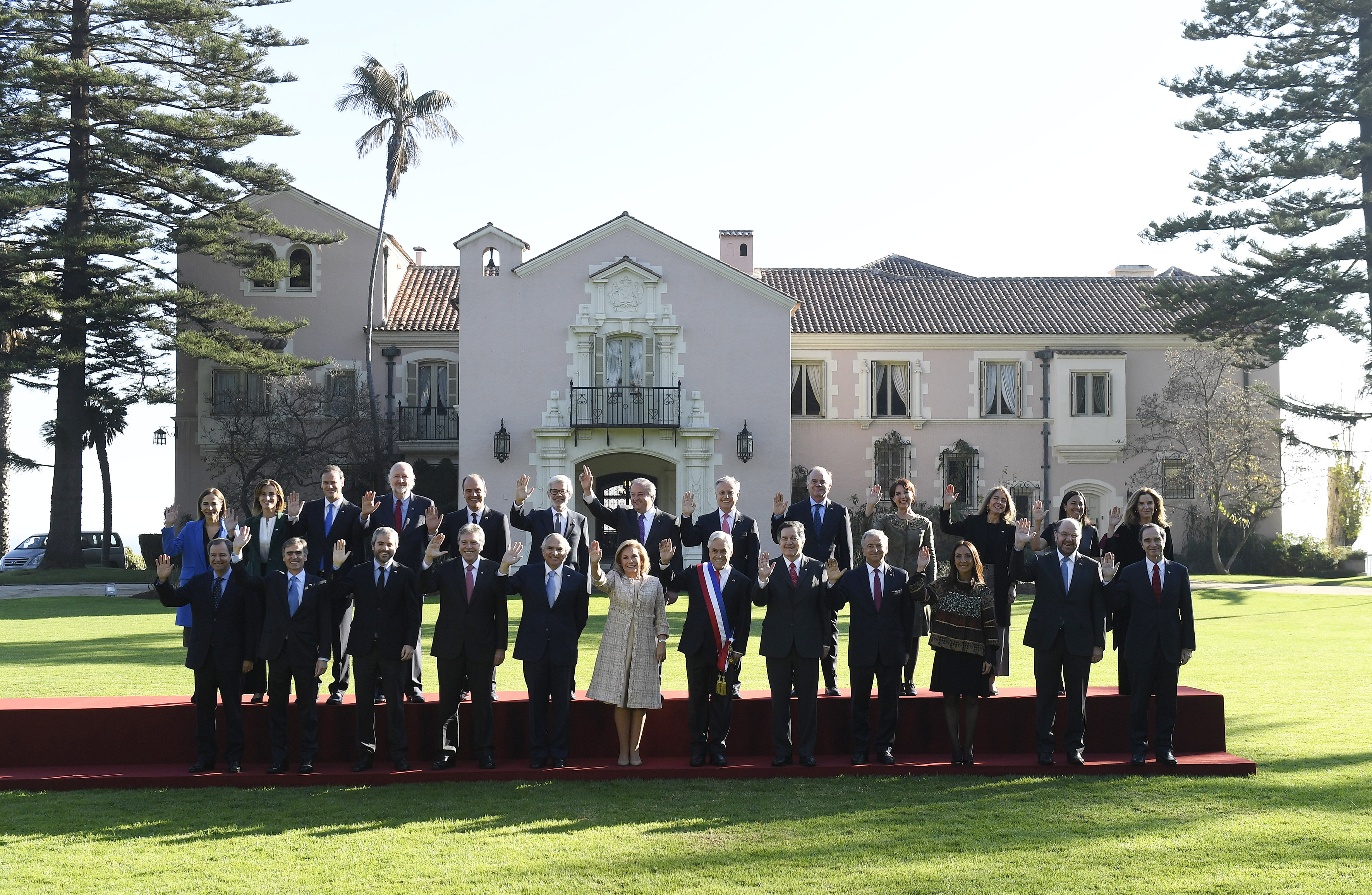
Gabinete ministerial que asumió el 11 de marzo de 2018

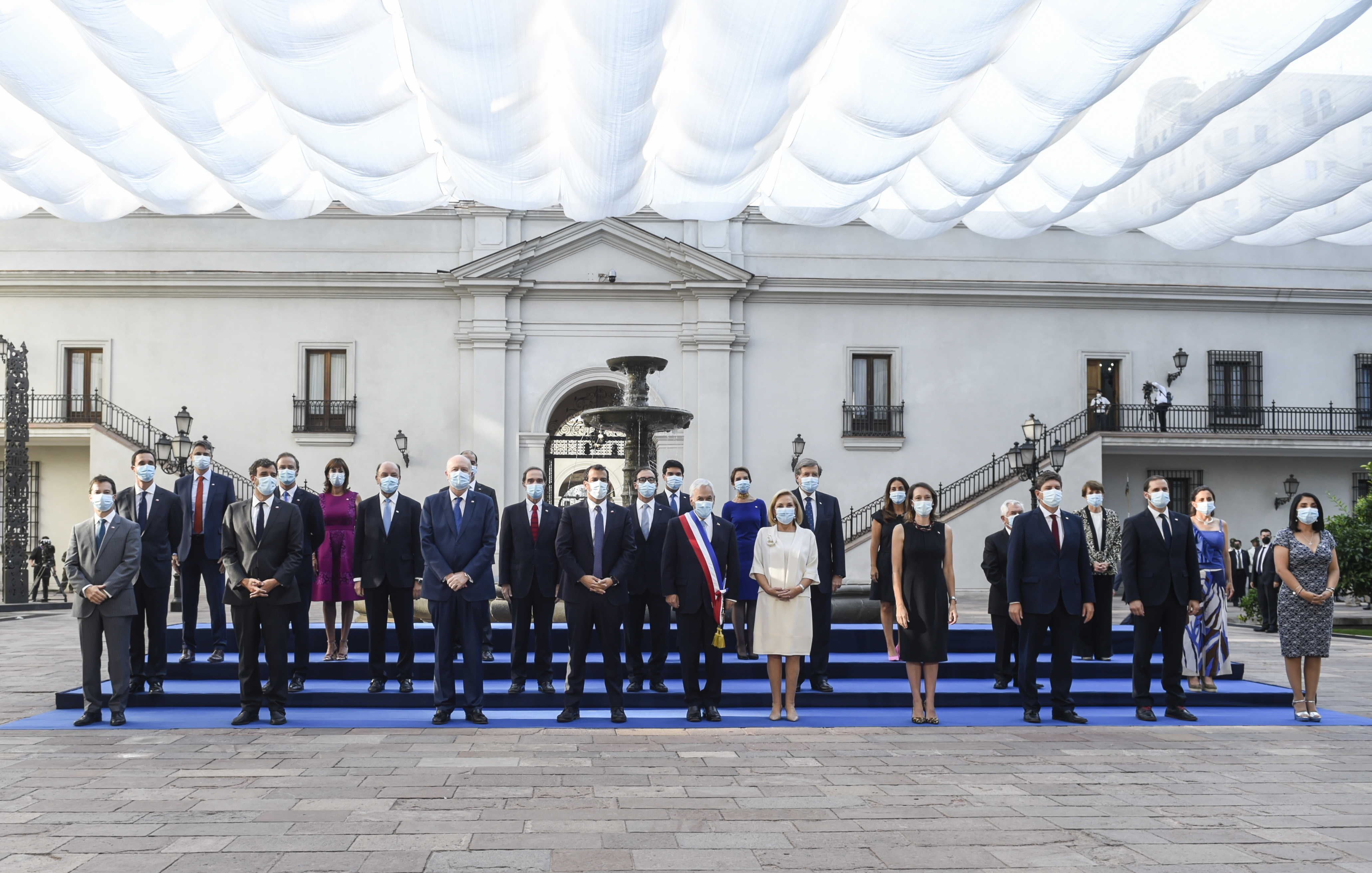
Última fotografía oficial del Gabinete ministerial, el 11 de marzo de 2022.

## Economía

### Crecimiento económico e inversiones
A su primer año de gestión, el gobierno de Sebastián Piñera anotó un aumento  del crecimiento económico, al llegar este al 4,0 %; el cual fue el mayor ritmo de crecimiento económico en los últimos cinco años, es decir, desde el término de su primer mandato, donde había logrado, igualmente, un 4,0 % de crecimiento en 2013. Estas cifras situaron 2018 muy por encima del 1,7 % promedio anual obtenido por la gestión del segundo período de Michelle Bachelet, entre 2014 y 2017. Una de las razones del crecimiento se halla en el aumento de la inversión. Como señala The Heritage Foundation: 

Las expectativas de políticas más favorables para los negocios y el mantenimiento del largo historial de políticas macroeconómicas ampliamente sólidas de Chile por parte del gobierno de Piñera, contribuyeron a aumentar la confianza en 2018 y lograron una recuperación de la inversión, después de cuatro años de contracción.

En el primer año de gobierno, aumentó también la inversión en maquinarias y equipos industriales, lo que explica, especialmente, los buenos indicadores económicos del segundo semestre de 2018.
La economía chilena se expandió un 0,8% en 2019, se contrajo un 6,0% en 2020 y creció históricamente un 11,7% en 2021. El crecimiento económico promedio durante el segundo gobierno de Piñera (2,7%) fue el segundo más lento desde el retorno de la democracia, solamente superando al 1,7% de Bachelet II.

### Competitividad, libertad económica y mercado laboral
Al respecto de la competitividad, el 27 de julio el mandatario afirmó: 

Evidentemente esa es una información que se toma en base a información del pasado, hechos ocurridos durante el Gobierno anterior, porque nuestro Gobierno está corrigiendo las razones por las cuales muchas clasificadoras bajaron la clasificación de riesgo. Las razones fueron básicamente dos: Uno que el déficit fiscal estaba creciendo demasiado rápido; y dos, que la deuda pública se había duplicado durante el Gobierno anterior (...).

 Allí culpaba directamente al gobierno de Michelle Bachelet por la vulnerabilidad fiscal a nivel país. Sin embargo, el 31 de julio desde Moody's respondieron lo siguiente:

El deterioro comienza en 2010, quizás se acelera un poco más en el 2014, pero la posición en la que estaba la deuda en el 2014 era más alta que en 2010, por lo tanto el deterioro que se da en los últimos años tiene más consecuencias dado que empiezas en un nivel más alto (...).

 Aseguraron que "el deterioro lo empezamos a observar desde 2010 y fue gradual, pero constante y persistente", es decir, mientras Sebastián Piñera era presidente. No obstante, durante el primer gobierno de Piñera el salto en la deuda pública fue del 5,8 % al 12,7 %, mientras el salto en el segundo gobierno de Bachelet fue del 12,7 % al 23,6 %.
Por su parte, en el Índice de Libertad Económica, desde el cual Chile había caído desde el puesto 10 al puesto 20 a nivel mundial al finalizar el segundo gobierno de Michelle Bachelet, se revirtió dicha tendencia, para en cambio volver a subir dos puestos a nivel mundial durante 2018, a partir de expectativas más confiables para los negocios, motivadas por el gobierno de Sebastián Piñera, y la recuperación de la inversión luego de cuatro años anteriores de contracción, como señaló la institucionalidad a cargo del análisis, The Heritage Foundation.
Respecto al mercado laboral, 31 de agosto de 2018 se había dado a conocer una estadística del INE en que se señala que el desempleo aumentó a un 7,3 % entre los meses de mayo a julio, la cifra es la más alta desde 2011, durante su primer gobierno.
En mayo de 2018, su gobierno adoptó la "Agenda de la Mujer" en respuesta a manifestaciones feministas masivas. Prevé promover la paridad en los consejos de administración de las empresas, o un derecho "universal" a una plaza en una guardería para las trabajadoras con un contrato de trabajo estable (lo que limita considerablemente su alcance en un país en el que el empleo precario está muy extendido, especialmente para las mujeres). Menos de la mitad de las mujeres chilenas tienen acceso a un trabajo remunerado, y el 31 % trabaja sin contrato ni protección social o sanitaria.
El 3 de junio de 2020, fue promulgada la Ley 21236 llamada de «Portabilidad Financiera», que permitió una mayor competencia en la refinanciación de los productos financieros, especialmente para créditos de consumo, créditos hipotecarios y tarjetas de crédito, reduciendo los costos asociados y optimizando los tiempos para cambiarse de una institución financiera a otra, en un escenario donde Chile es el país con la mayor bancarización en América Latina.

### Salarios
En su primer año de gestión, los sueldos de los chilenos aumentaron 1,2% en términos reales. La remuneración media por hora ordinaria se situó en $4.779. Para las mujeres, el valor alcanzó $4.457 y para los hombres, $5.057. La brecha de género de la remuneración media por hora ordinaria fue -11,9%, mientras que la del costo de la mano de obra por hora total llegó a -12,1%.
En 2019, el crecimiento salarial se aceleró levemente, llegando a un alza de 1,4% anual real. La remuneración media por hora ordinaria se situó en $4.974. Para las mujeres, el valor alcanzó $4.651 y para los hombres, $5.253. La brecha de género de la remuneración media por hora ordinaria fue -11,4%, mientras que la del costo de la mano de obra por hora total fue -11,7%.
En 2020 el crecimiento de los salarios llegó a 1%. La remuneración media por hora ordinaria se situó en $5.206. Para las mujeres, el valor alcanzó $4.945 y para los hombres, $5.431. La brecha de género de la remuneración media por hora ordinaria fue -9,0%, mientras que la del costo de la mano de obra por hora total fue -9,4%.
Debido al alza de la inflación, los salarios de los chilenos cayeron 0,4% en 2021. La remuneración media por hora ordinaria se situó en $5.569. Para las mujeres, el valor alcanzó $5.271 y para los hombres, $5.827. La brecha de género de la remuneración media por hora ordinaria fue-9,5%, mientras que la del costo de la mano de obra por hora total fue -9,9%.

### Crisis del COVID-19
La economía chilena, junto a las principales economías mundiales, sufrió los efectos económicos del COVID-19. A mediados de marzo de 2020, al inicio de la crisis, el presidente Piñera anunció un plan de estímulo económico de aproximadamente US$12 mil millones, que incluye la creación de un Fondo Solidario de 100 millones de dólares "destinado a atender emergencias sociales derivadas de las caídas de ventas"; un Bono COVID-19 equivalente al Subsidio Único Familiar, beneficiando a 2 millones de personas por un total de 130 millones de dólares; la Ley de Protección al Empleo; inyección de dos mil millones de dólares al Fondo de Cesantía Solidario; 7 medidas tributarias en beneficio de las empresas y medidas para garantizar la inmediata liquidez de las PYMES por 1500 millones de dólares.
Ante el empeoramiento de la crisis pandémica y el inicio múltiples cuarentenas a lo largo del país, el presidente Piñera anunció en abril del mismo año la creación del Ingreso Familiar de Emergencia. El proyecto original consistía en la entrega de bonos por 3 meses decrecientes en el tiempo; el primer mes, el IFE sería de $65.000 pesos para las personas pertenecientes al 40% más vulnerable y de $43.000 a quienes se ubicaran entre el 41% y 60% más pobre. En el segundo mes sería entregado un bono equivalente al 85% del monto original y en el tercer mes, el 70%. Además, el IFE solamente lo recibirían las personas que no perciban ingresos ni de rentas del trabajo, ni seguro de cesantía o subsidios por incapacidad laboral. Tras múltiples críticas de la oposición, el gobierno modificó el proyecto, planteando un solo tramo cubriendo hasta el 60% más pobre, sin embargo, se mantuvo la modalidad decreciente: $65.000 por persona el primer mes; $55.250 el segundo mes; y $45.500 el tercer mes. El Ingreso Familiar de Emergencia fue aprobado el 13 de mayo de 2020, pero la oposición mantuvo sus críticas respecto a los montos entregados y la cobertura, criticando el hecho de que el bono no supera la línea de extrema pobreza.
Cuando la crisis se profundizó, se aprobaron 3 retiros de fondos de pensiones, inyectando US$50 mil millones y beneficiando a más de 10 millones de personas. Además, el estado chileno gastó en total US$38 mil millones durante la pandemia (ayudas potenciales). Gran parte de ese gasto (US$26 mil millones potenciales) se realizó bajo el Fondo COVID, que incluye desembolsos por US$2.972 millones en inversión pública, US$2.208 millones en el IFE 2.0, US$2.130 millones en subsidios al empleo y US$1.008 millones en el Bono Clase Media. Se realizaron además otros gastos no incluidos en el Fondo COVID, como US$9.941 millones en el IFE Universal o el Alivio Pymes por US$1.723 millones.
Estas ayudas sacaron a Chile de la recesión y provocaron un crecimiento económico histórico del 11,7% en 2021, sin embargo, estas medidas, junto a factores internacionales, provocaron la mayor inflación en décadas. Según el Banco Central, estas medidas expansivas internas son la principal causa (2/3) del aumento de la inflación en Chile.

### Pensiones

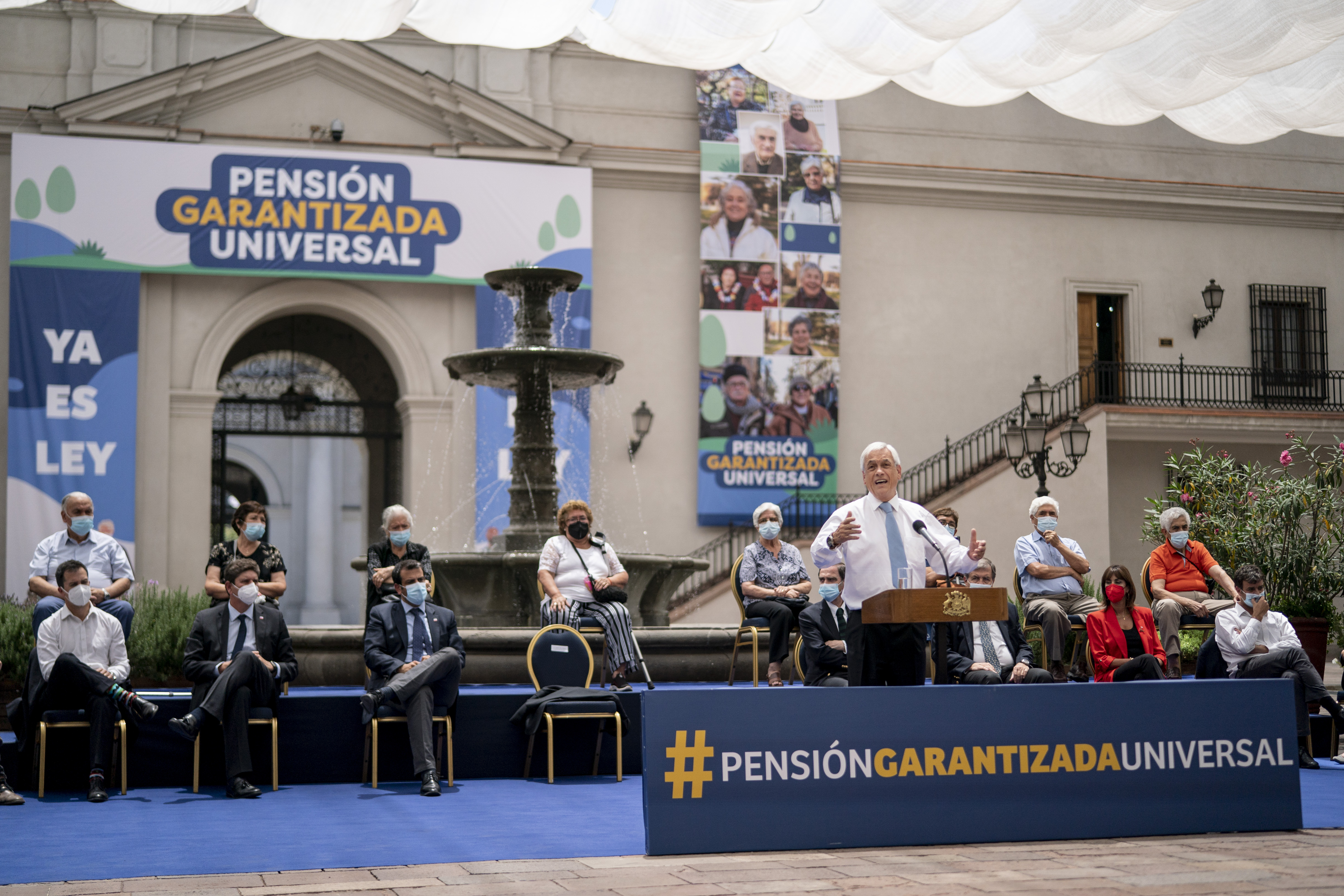
El Presidente Piñera promulgando la ley de Pensión Garantizada Universal.

Durante el final del mandato se promulga la Pensión Garantizada Universal beneficiando a 2,5 millones de chilenos.

## Salud

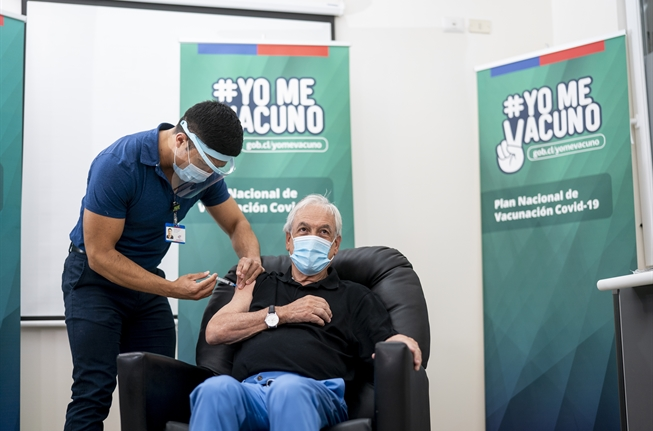
El Presidente Sebastián Piñera vacunándose.

La gestión de la pandemia COVID-19 se caracterizó por poner a Chile dentro de los países más vacunados del mundo. Además se implementaros medidas como el "pase de movilidad" restringiendo actividades a los no vacunados.

## Transporte

### Línea 3
El 22 de marzo de 2019, el presidente Sebastián Piñera llegó hasta la nueva estación de Metro Parque Almagro, en Santiago Centro, para participar del recorrido inaugural de Línea 3, la cual conectó las comunas de La Reina y Quilicura en 30 minutos.

### Red Metropolitana de Movilidad
El 12 de marzo de 2019, presentó de manera oficial Red o Red Metropolitana de Movilidad, el nuevo nombre que en sus palabras, busca “cambiar de raíz y para mejor” el sistema de transporte público “no solo para la capital sino para todas las regiones de Chile”. En esa línea, también fue presentada la Red Concepción de Movilidad.

## Interior

### Plan Calle Segura
En relación con la seguridad ciudadana y para hacer frente a los casos de delitos y violencia ocurridos en la vía pública, el gobierno lanzó en mayo de 2019 el «Plan Calle Segura», que dotó a las policías con mayor cantidad de vehículos para realizar patrullajes, incrementa la videovigilancia en vías de distintas ciudades del país donde existe una importante cantidad de denuncias de actos de delincuencia. Asimismo, fue lanzado el sitio web Comisaría Virtual de Carabineros de Chile, con el objetivo de realizar en línea algunos de los trámites que están disponibles en sus unidades policiales de forma presencial, además de una base de datos interconectada entre ambas policías para información sobre robos de vehículos, sus piezas y otras especies.

### Crisis política de 2019 - «Estallido social»

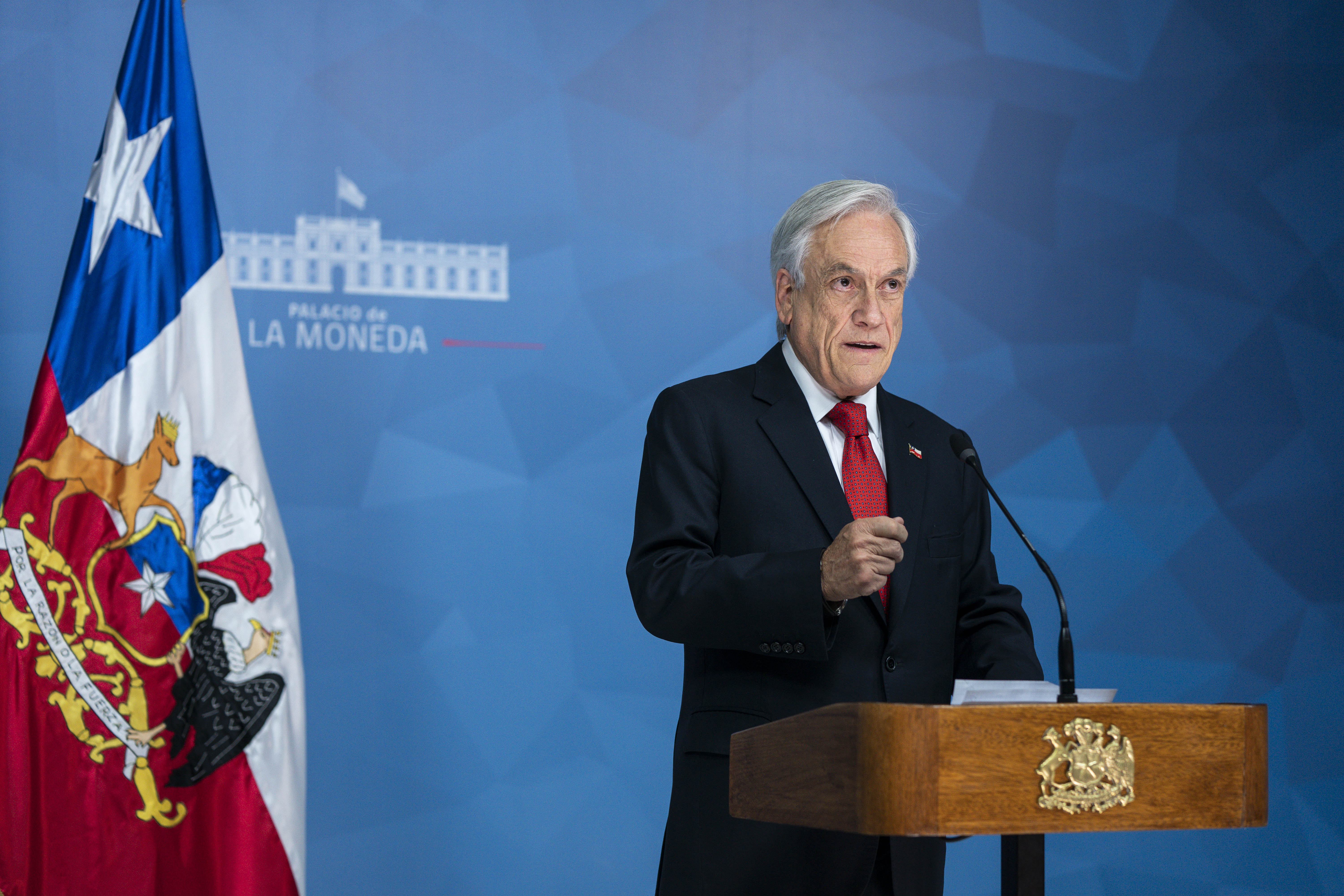
El Presidente Piñera decretando el Estado de Emergencia durante la crisis política de octubre de 2019.

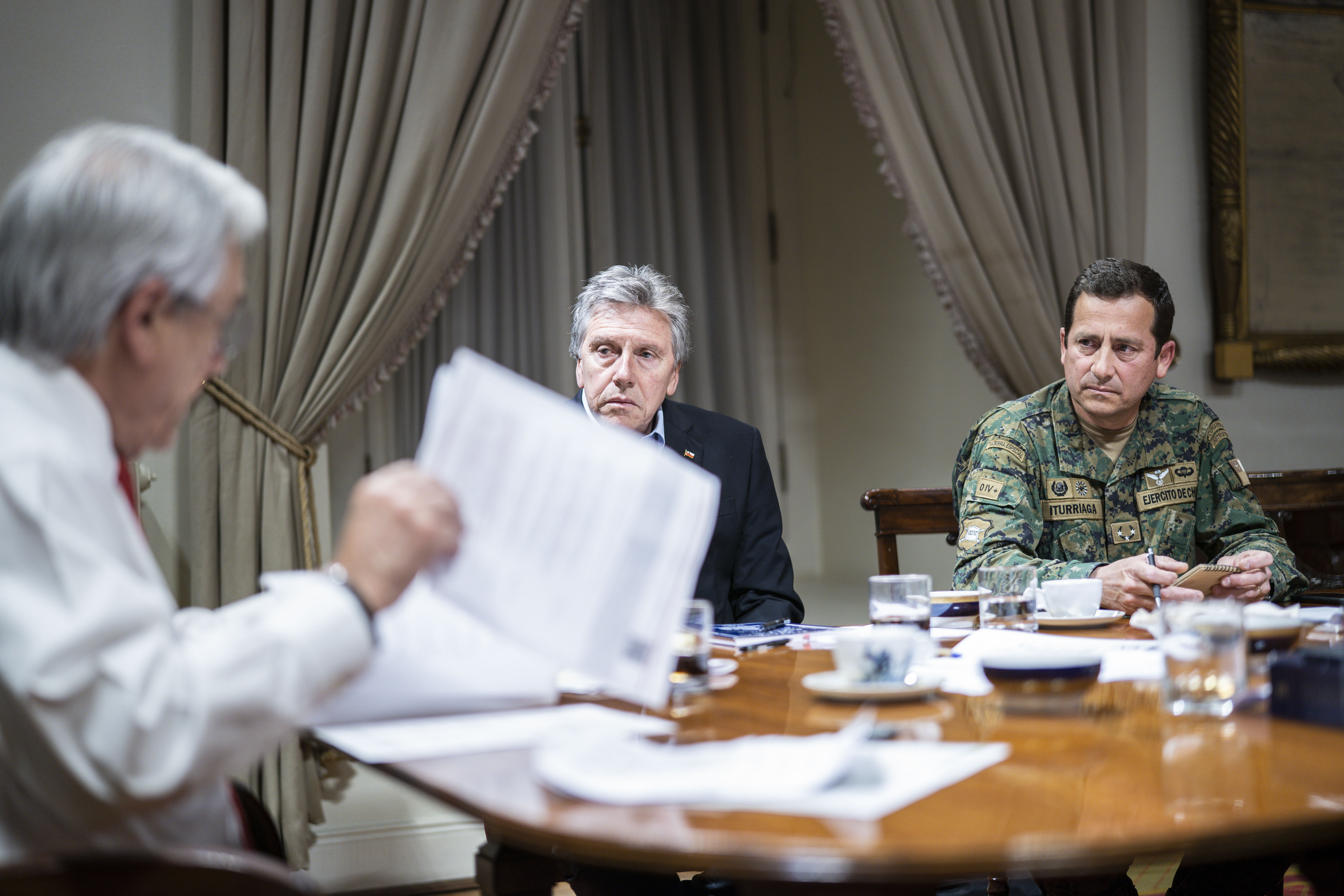
El Presidente Piñera junto al ministro Alberto Espina y el jefe de la Defensa Nacional para la Región Metropolitana Javier Iturriaga del Campo.

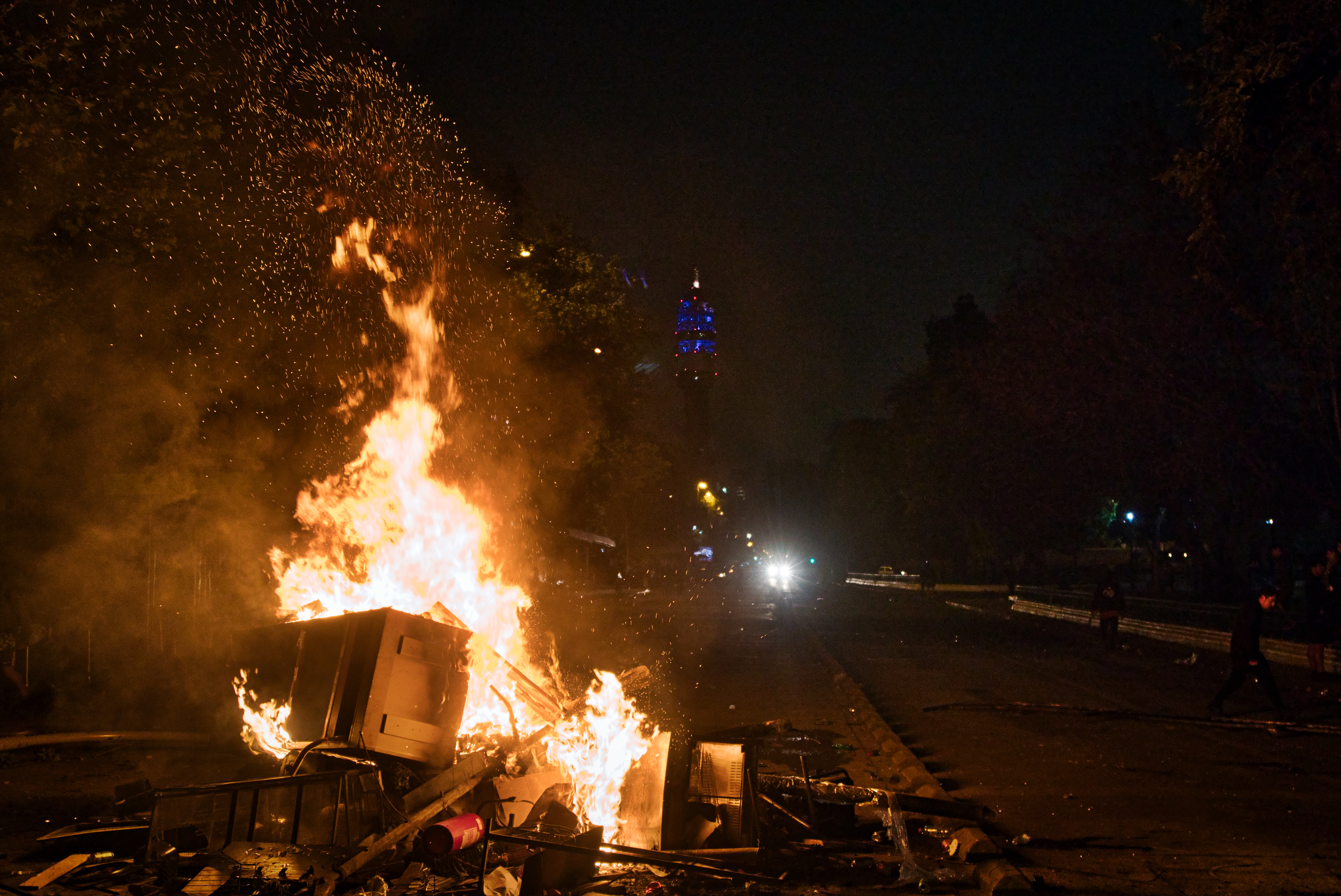
Barricada en la Alameda durante las protestas en Santiago. Al fondo, la Torre Entel.

Durante octubre de 2019 se dio uno de los estallidos sociales más grandes de la historia del país. Si bien el ciclo de protestas chilenas comienza en el año 2006 con la Revolución Pingüina, en 2019 se daría su momento más álgido. 
Luego de semanas de evasiones masivas por parte de estudiantes secundarios, el viernes 18 de octubre, luego de sucesivas reuniones, el ministro del Interior Andrés Chadwick anuncia la determinación de realizar querellas por Ley de Seguridad del Estado ante responsables de incidentes públicos. Durante la tarde, la mayoría de la red de Metro es suspendida por las movilizaciones, lo que radicaliza la protesta en las calles de Santiago. 
En medio de la crisis, se viraliza la imagen del presidente en una pizzería del barrio alto celebrando el cumpleaños de su nieto, mientras en la capital del país se producía una revuelta inédita desde el retorno a la democracia con severos actos de vandalismo e incendios provocados.

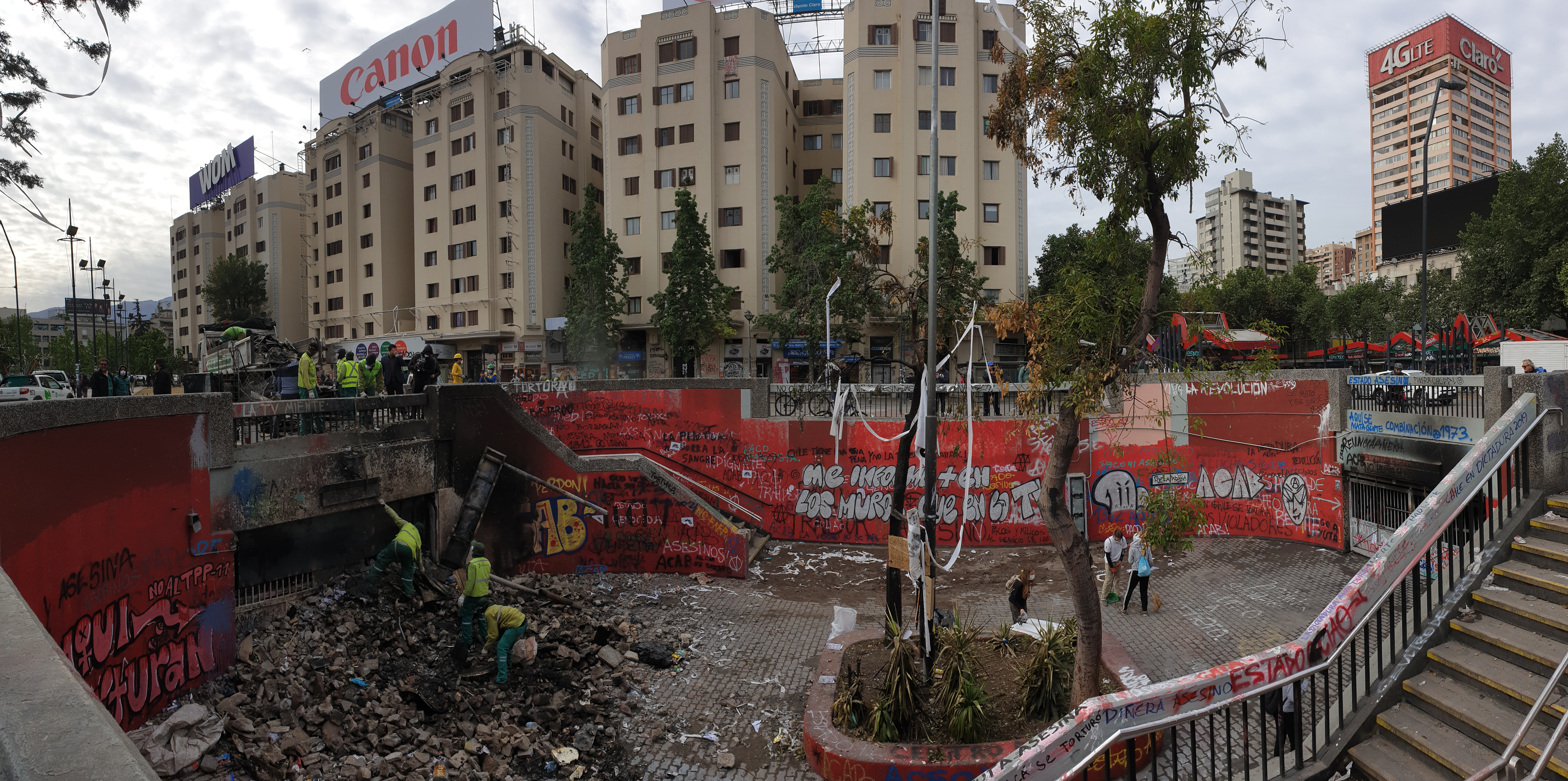
Remoción de escombros en acceso a la estación Baquedano.

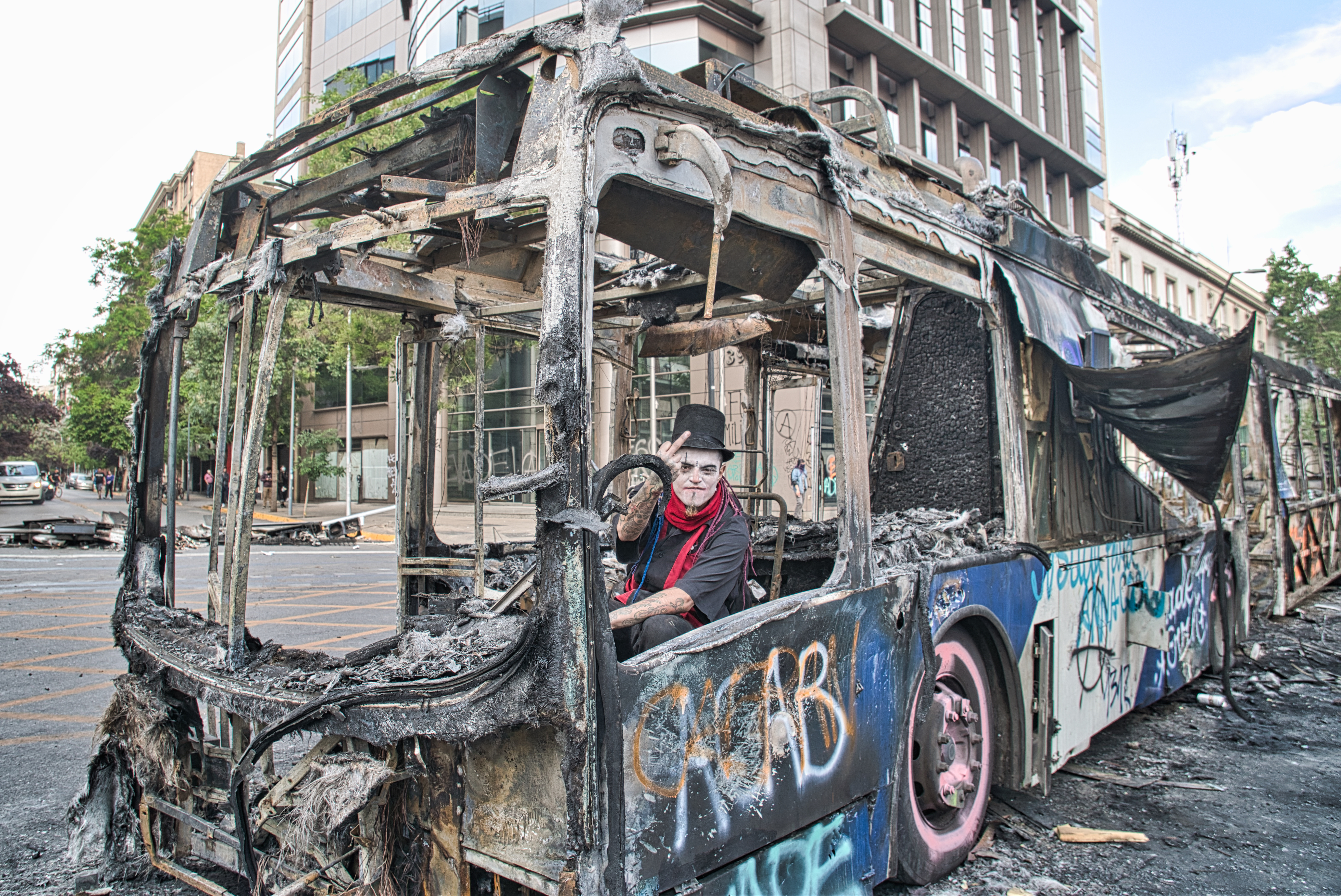
Bus de Red quemado en Santiago. Según el DTPM, 63 de estas máquinas habrían sido destruidas por los desmanes.

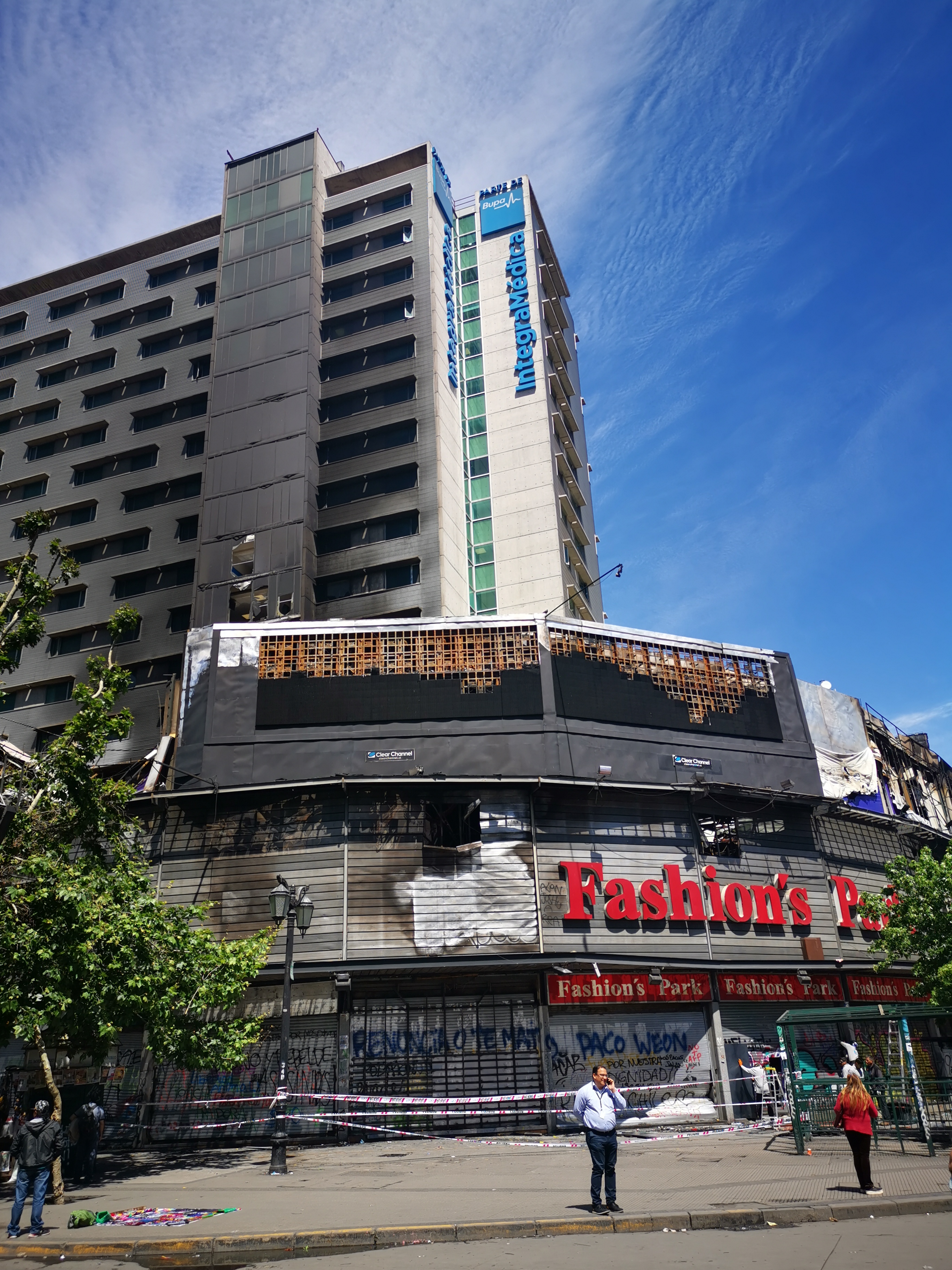
Centro comercial en Santiago afectado por un incendio el 28 de octubre.

Múltiples estaciones de metro fueron quemadas en Santiago como a su vez infraestructura en todo el país, dañando severamente a comercios y la infraestructura pública. Ante esto el presidente Piñera declaró que Chile estaba «en guerra contra un enemigo poderoso».
Tras el Estado de emergencia y toque de queda declarado por el presidente Sebastián Piñera en pleno estallido social del país y vandalismo generalizado iniciado en octubre de 2019, desde la oposición surgieron diversas denuncias de supuestos «abusos y excesos» ejercidos por las Fuerzas Armadas y Carabineros de Chile y alegados por el Instituto Nacional de Derechos Humanos (INDH). También se denunció en redes sociales un sinnúmero de instancias de uso de violencia por parte de los agentes estatales de orden en respuesta a violentas manifestaciones; incluidas algunas que ocurrieron durante transmisiones de televisión en vivo.
El día 30 de octubre de 2019 la Alta Comisionada de Derechos Humanos de la Organización de las Naciones Unidas y expresidenta del país, Michelle Bachelet, envió una misión para verificar denuncias de violaciones a los derechos humanos ejercidas por el gobierno. En tanto, el equipo de investigadores enviado por Amnistía Internacional afirmó que lo ocurrido en Chile era «realmente grave» y destacaron que las violaciones a los derechos humanos se registraron supuestamente a nivel masivo y por un tiempo sostenido, con consecuencias serias para la población. La Comisión Interamericana de Derechos Humanos (CIDH) también manifestó preocupación ante el supuesto uso excesivo de la fuerza pública y urgió al Estado chileno para que entablara un diálogo con las partes involucradas.

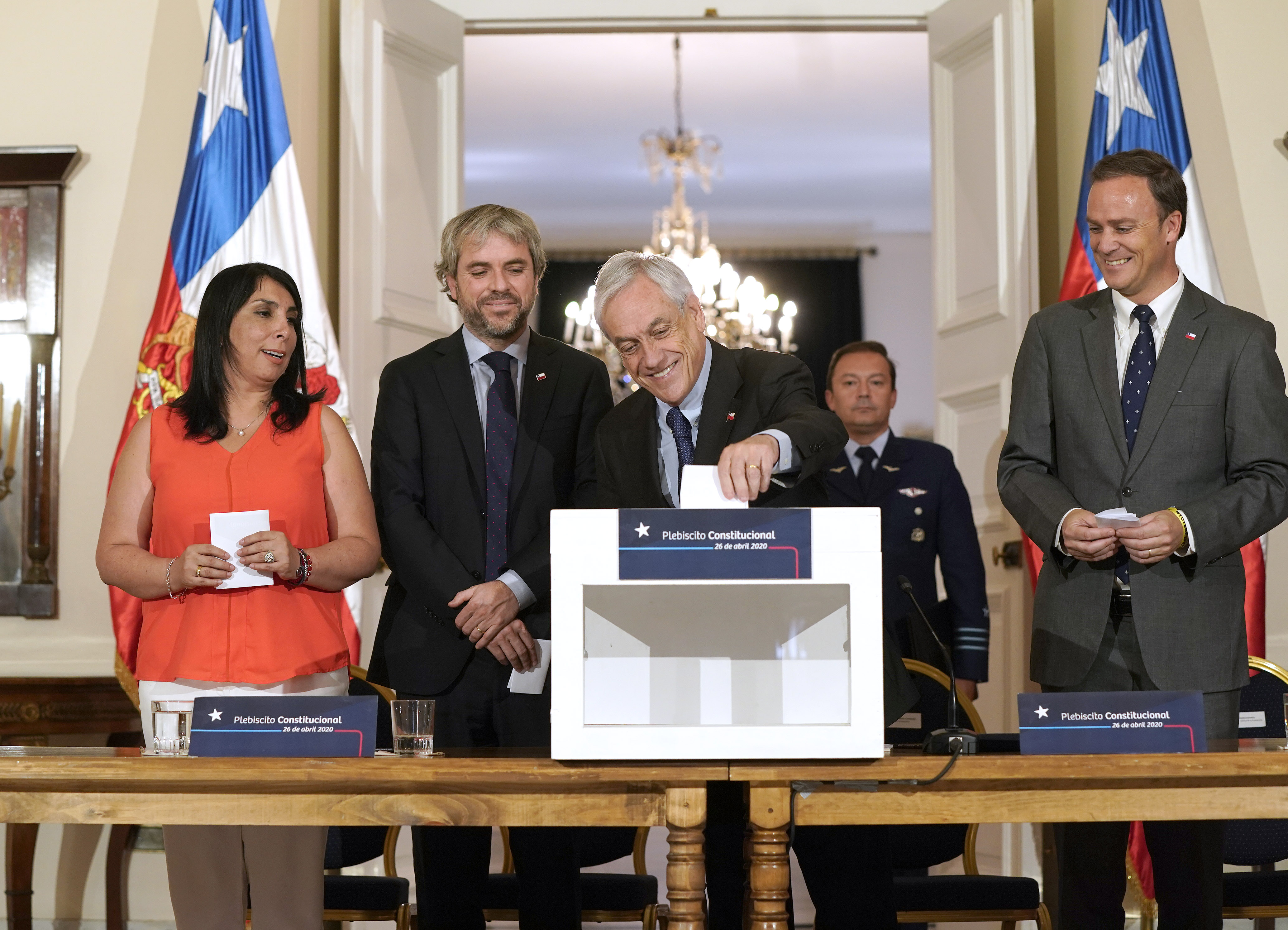
El Presidente Sebastián Piñera convocando al Plebiscito Constitucional de 2020 el 27 de diciembre de 2019.

Durante el 13 y 14 de noviembre los partidos de Chile Vamos, comandados por el presidente Piñera, y parte de la oposición –excluyendo al PCCh, el PRO, la FRVS, el PH y CS– realizaron una serie de negociaciones en el edificio del ex Congreso Nacional para determinar el inicio de un proceso constituyente y su mecanismo de realización. Las negociaciones llegaron a puerto en la madrugada del 15 de noviembre, anunciándose la realización del plebiscito mediante una declaración denominada Acuerdo por la Paz Social y la Nueva Constitución.
Luego del acuerdo alcanzado en el Congreso Nacional para llevar a cabo un plebiscito en abril de 2020, los alcaldes decidieron ampliar las temáticas de la consulta ciudadana, que fue realizada el 15 de diciembre.
Hasta el 30 de diciembre de 2019, el INDH presentaba 980 acciones judiciales en representación de 1140 personas: 22 recursos de amparo, 5 querellas por homicidio, 18 querellas por homicidio frustrado, 137 querellas por violencia sexual (incluidas 4 violaciones),777 querellas por torturas y tratos crueles, 16 por lesiones y 5 recursos de quejas. El organismo visitó 9589 personas detenidas, incluidos 1100 menores de edad.
A raíz del Plebiscito nacional de Chile de 2020 los partidarios de la opción de Apruebo y Rechazo realizaron manifestaciones en apoyo a estas.

#### Primera acusación constitucional y posterior querella criminal
La acusación constitucional contra Sebastián Piñera fue un intento de juicio político abierto con el objetivo de poner término anticipado al segundo mandato de Sebastián Piñera como presidente de Chile. Este proceso se inició el 19 de noviembre de 2019 con la presentación de la acusación firmada por 10 diputados, exigencia que establece la Constitución de 1980, y en consecuencia de los hechos suscitados durante la crisis política de octubre de 2019, especialmente en el uso de la fuerza militar y sus posteriores efectos. Esta acusación fue rechazada en la Cámara de Diputados, al plantearse que la acusación no cumplía con los requisitos que la Constitución Política señala, argumento aprobado el 12 de diciembre de 2019, por 79 votos a favor y 73 en contra, por lo que finalmente se tuvo por rechazada la acusación constitucional, concluyéndose este proceso.
El abogado chileno Carlos Zambrano presentó un recurso de amparo contra el Presidente de la República alegando que el decreto supremo N°472 para declarar Estado de Excepción hacía casi dos semanas sería ilegal. El 1 de noviembre, la dirigente social Roxana Miranda y la abogada de Derechos Humanos, Mónica Araya Flores, presentaron ante tribunales una acción penal contra Sebastián Piñera y el recién renunciado Andrés Chadwick, por delitos de lesa humanidad. El 4 de noviembre, 16 abogados integrantes de la Defensoría Popular, la Cooperativa Jurídica y el Comité de Defensa del Pueblo Hermanos Vergara Toledo, presentaron una querella por el delito de crimen de lesa humanidad, establecido en la Ley 20.357, al 7° Juzgado de Garantía de Santiago, contra el Presidente Sebastián Piñera.[cita requerida] A comienzos de diciembre, el senador Alejandro Navarro presentó la querella por presuntos delitos de lesa humanidad en contra del Presidente de la República. El 17 de diciembre, el 7° Juzgado de Garantía de Santiago declaró admisible el trámite que interpuso el senador Navarro.
El 14 de enero de 2020, la coalición política Frente Amplio, presentó al Centro de Justicia de Santiago, una querella criminal por presuntos delitos de lesa humanidad contra el Presidente Sebastián Piñera; el ministro del Interior, Gonzalo Blumel; el general director de Carabineros, Mario Rozas; el intendente de la Región Metropolitana, Felipe Guevara; y el exministro del Interior, Andrés Chadwick. En la acción judicial, de 32 páginas, se hacen presente una serie de delitos que se habrían cometido en el marco de las protestas sociales en Chile, desde el 18 de octubre hasta la fecha: Homicidios, torturas y apremios ilegítimos, físicos, mentales y sexuales, violaciones, privación de libertad arbitraria, detenciones selectivas de personas, detenciones ilegales, privación de libertad física, sin atender a la entrega de información referente al paradero del detenido y mutilación de ojos. El 17 de enero, el 7° Juzgado de Garantía de Santiago declaró admisible la querella por crímenes de lesa humanidad en contra el Presidente de la República y de las autoridades de Estado.

### Estado de catástrofe nacional
El 19 de marzo de 2020, Sebastián Piñera decreto, por 90 días, un estado excepcional de catástrofe, según justifico, para «anticiparnos, prepararnos, para las etapas que vienen en esta pandemia que es el coronavirus». Según el jefe de Estado, la medida es clave para «proteger mejor la cadena logística de traslado de insumos médicos, facilitar el cuidado y el traslado de pacientes, personal médico y la evacuación de personas». Una de las herramientas a disposición es, en efecto, el toque de queda.
Listado de jefes de la Defensa Nacional:
| Regiones                                       | Generales                                                           |
| ---------------------------------------------- | ------------------------------------------------------------------- |
| Región de Arica y Parinacota                   | General de Brigada del Ejército, Luis Cuellar Loyola                |
| Región de Tarapacá                             | General de División del Ejército, Guillermo Paiva Hernández         |
| Región de Antofagasta                          | General de la Brigada Aérea de la Fuerza Aérea, José Aguirre Gamboa |
| Región de Atacama                              | General de Brigada del Ejército, Enrique Heyermann Ríos             |
| Región de Coquimbo                             | General de Brigada del Ejército, Pablo Onerro Jara                  |
| Región de Valparaíso                           | Contraalmirante de la Armada, Yerko Marcic Conley                   |
| Región Metropolitana                           | General de División del Ejército, Carlos Ricotti Velásquez          |
| Región de O'Higgins                            | General de Brigada del Ejército, Jorque Jacque Falcón               |
| Región del Maule                               | General de Brigada del Ejército, Patrice Van de Maele Silva         |
| Región de Ñuble                                | General de Brigada del Ejército, Cristian Vial Maceratta            |
| Región del Biobío                              | Contraalmirante de la Armada, Carlos Huber Vio                      |
| Región de La Araucanía                         | General de Brigada del Ejército, Patricio Mericq Guila              |
| Región de Los Ríos                             | .General de Brigada del Ejército, Guillermo Sánchez Cros            |
| Región de Los Lagos                            | General de Brigada Aéreo de la Fuerza Aérea, Cristian Eguía Calvo   |
| Región de Aysén                                | General de Brigada del Ejército, Joaquín Morales Burotto            |
| Región de Magallanes y de la Antártica Chilena | General de División del Ejército, Rodrigo Ventura Sancho            |

#### Querellas penales por delitos y supuestos crímenes de lesa humanidad
El alcalde de Recoleta, Daniel Jadue, presentó una querella criminal contra el Presidente Sebastián Piñera; el exministro de Salud, Jaime Mañalich, y los actuales subsecretarios de Salud y de Redes Asitenciales, Paula Daza y Arturo Zúñiga, respectivamente, por la muerte de 62 vecinos de su comuna a causa de Covid-19. La acción judicial se presentó en el Tercer Juzgado de Garantía de Santiago y fue presentada por el abogado Ramón Sepúlveda y los delitos que se les imputan a las autoridades son: cuasidelito de homicidio, denegación de auxilio y abandono de destino. Jadue declaró: «Han adoptado decisiones evidentemente erradas y retardadas, además de ocultar y negar información relevante a las autoridades locales». El 22 de junio, el Tercer Juzgado de Garantía de Santiago declaró admisible la querella interpuesta por el alcalde de Recoleta. La Municipalidad de Recoleta informó que estos fallecimientos habrían ocurrido por el «actuar negligente y grave en el control de la pandemia». Por su parte, el 29 de abril de 2021 el exjuez español Baltasar Garzón, la Comisión Chilena de Derechos Humanos (CHDH), la Asociación Americana de Juristas (AAJ) y el Centro di Ricerca ed Elaborazione per la Democrazia (CRED) presentaron ante la Corte Penal Internacional una denuncia contra el mandatario por crímenes de lesa humanidad, denuncia que, sin embargo, fue desestimada por el máximo tribunal el 9 de diciembre.

#### Denuncias por contravenir indicaciones sanitarias
El 22 de junio, la diputada Claudia Mix interpuso en la Fiscalía una denuncia criminal en contra del Presidente Sebastián Piñera y en contra de todos quienes resulten responsables, ya sea en su calidad de autores, cómplices o encubridores, por contravenir indicaciones sanitarias de la autoridad y poner en peligro la salud pública durante el funeral de Bernardino Piñera.

### Conflicto mapuche y otros asuntos

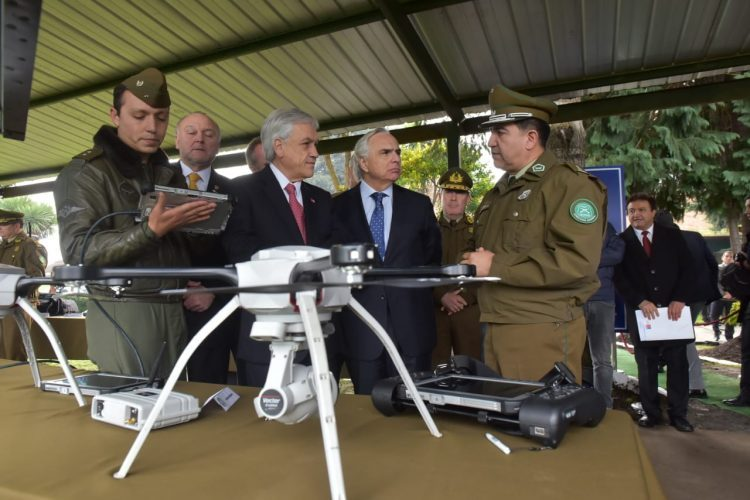
Presidente Piñera presenta Grupo Fuerza Especial de Tarea de Carabineros contra el terrorismo.

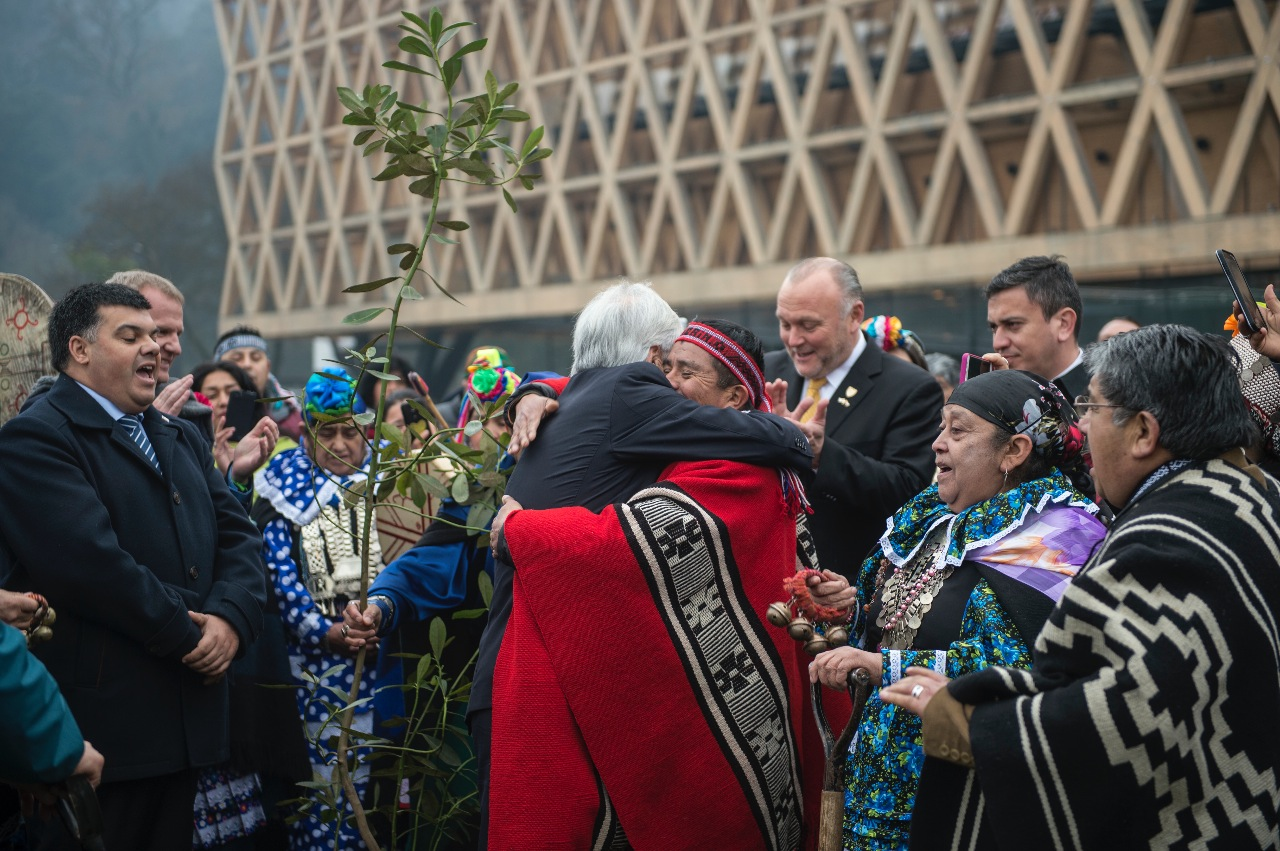
Presidente Piñera participando en una ceremonia religiosa mapuche.

Comenzó el año con una polémica, por el caso Catrillanca, puesto que el ministro del Interior, Andrés Chadwick, fue informado de que Camilo Catrillanca estaba desarmado, vía telefónica, pero indicó no haberse dado por enterado, puesto que tuvo interferencias en la comunicación, lo que generó escepticismo incluso en su sector; ante esto, hubo manifestaciones pidiendo su renuncia, posibilidad que fue descartada por el ministro Chadwick; adicionalmente, algunos parlamentarios evalúan una acusación constitucional contra el ministro. En tanto, el presidente de la República le dio su respaldo. Adicionalmente y dentro del contexto del juicio por el caso Luchsinger-Mackay, se desarrollaron una seguidilla de incidentes en la Araucanía, con disturbios, ataques incendiarios, bloqueos de ruta y otras manifestaciones. 
El 9 de agosto de 2018 hizo su primer cambio de gabinete y el 13 de agosto aceptó la renuncia de Mauricio Rojas Mullor, uno de sus ministros recién nombrados, debido a la controversia en torno a una entrevista de 2016 en que calificó al Museo de la Memoria como «algo para que la gente no piense, para atontarte».
En el contexto del conflicto en la región de la Araucanía y del procesamiento de imputados del caso Luchsinger-Mackay, varios grupos de comuneros tomaron municipalidades de la región en apoyo a Celestino Córdova, acusado de haber perpetrado el crimen. A comienzos de agosto, algunos habitantes de las respectivas comunas afectadas exigieron el desalojo de los ocupantes, lo que se transformó en una tensa jornada en la que el municipio de Curacautín y Victoria fueron desalojados por Carabineros y al mismo tiempo las municipalidades de Ercilla y Traiguén fueron incendiadas. En Curacautín se sumó un grupo de civiles residentes en la comuna a los enfrentamientos con los comuneros mapuche, azuzados por la Vocera de la Asociación de Agricultores de Victoria-Malleco Gloria Naveillán. El 12 de octubre de ese año y debido a que los ataques incendiarios continuaron y se recrudecieron, el presidente Piñera decretó estado de emergencia para la Región de La Araucanía y las provincias de Arauco y Biobío de la Región del Biobío, en la parte más septentrional de la denominada Macrozona Sur; inicialmente por 15 días, pero que se fue extendiendo en reiteradas oportunidades con la aprobación del Congreso Nacional.
En agosto y septiembre de 2020, varios gremios de camioneros realizaron un paro nacional alegando inseguridad en el sur del país. Esto derivó en el envío al Congreso por parte del ejecutivo del proyecto de ley Juan Barrios, quien fue considerado como «mártir de los camioneros» tras haber muerto en marzo debido a que fue quemado mientras descansaba en su camión.

### Diversidad sexual

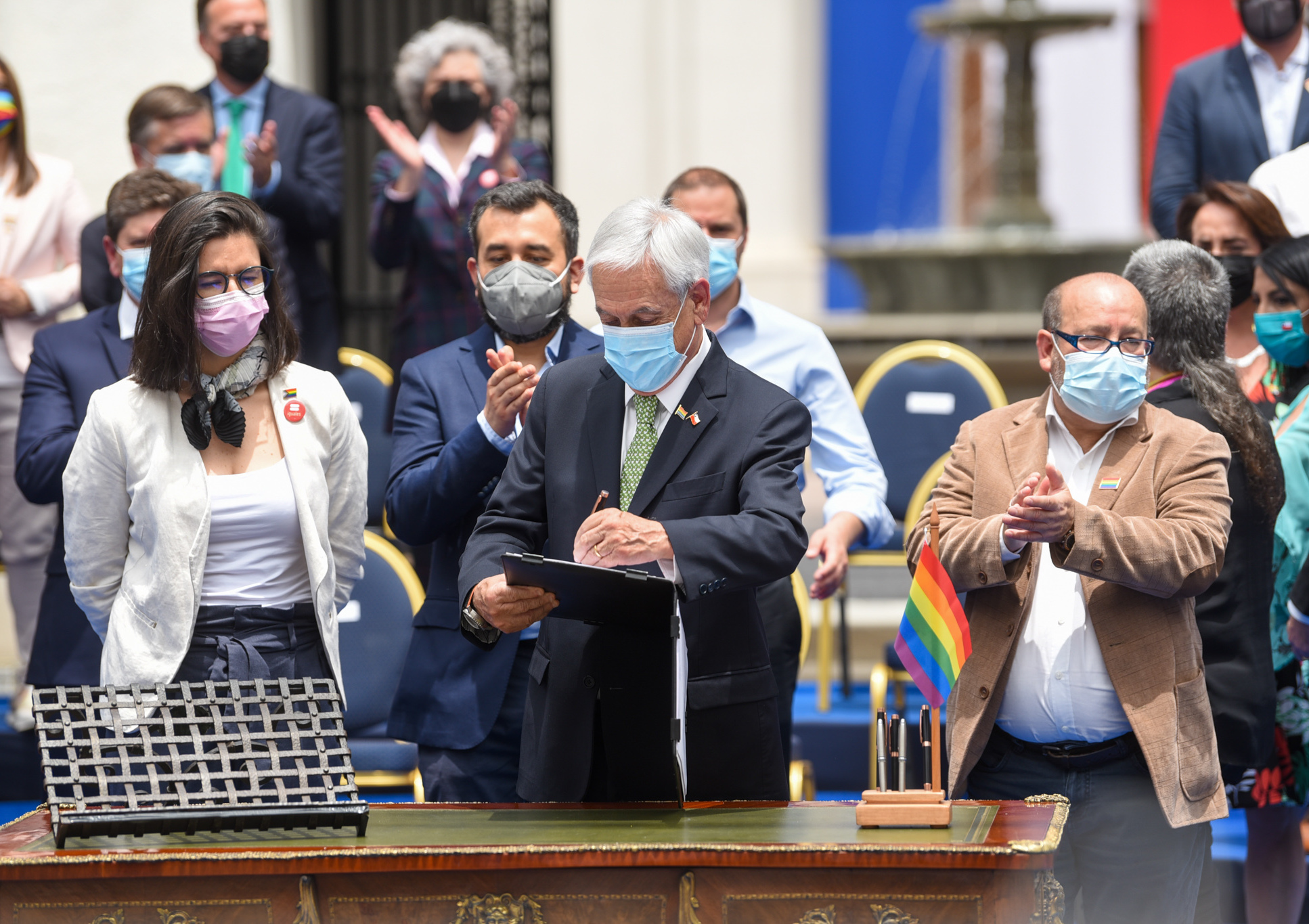
Presidente Sebastián Piñera firmando la promulgación de la Ley de Matrimonio Igualitario el 9 de diciembre de 2021 en el Palacio de La Moneda

En noviembre de 2018 fue promulgada por el Ejecutivo la Ley de identidad de género, lo que logró facilitar a las personas transgénero el proceso de cambio de nombre y de su sexo de nacimiento acorde a su propia identidad de género.
En su última Cuenta Pública ante el Congreso Nacional en junio de 2021, el presidente Piñera anunció la «Suma Urgencia» por parte del Ejecutivo para conseguir la promulgación del proyecto de ley para el matrimonio entre personas del mismo sexo en Chile, concretándola a los dos días posteriores, para ser finalmente promulgada el 9 de diciembre del mismo año al haber culminado toda su tramitación legislativa.

## Inmigración

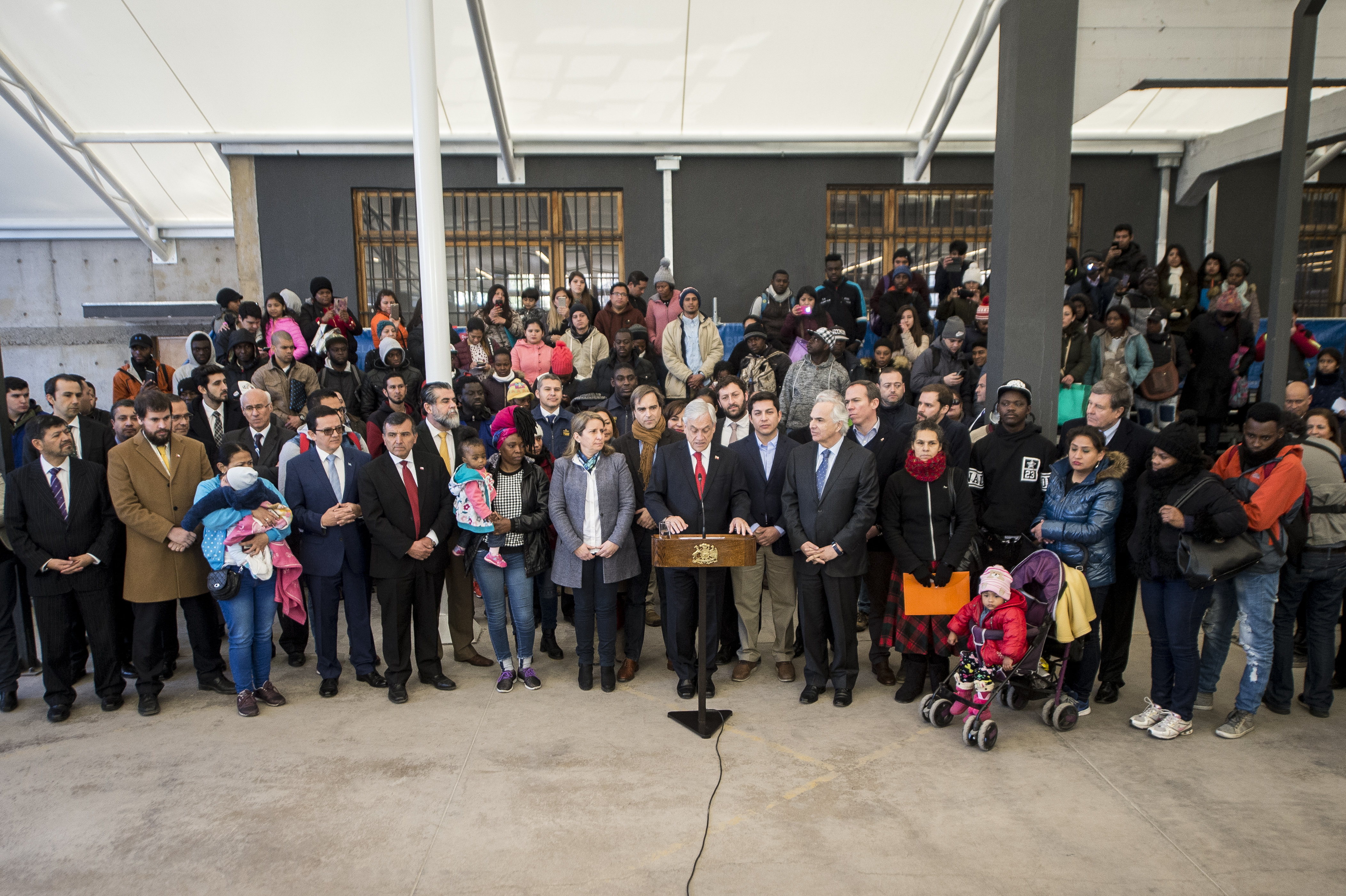
Sebastián Piñera «regularizando» inmigrantes durante la inauguración de nuevas oficinas de la Dirección de Extranjería y Migración..

Durante el segundo gobierno de Sebastián Piñera y el segundo gobierno de Michelle Bachelet, las cifras de inmigración en Chile alcanzan niveles históricos. Varias comunidades de inmigrantes que anteriormente eran pequeñas, empezaron a alcanzar cifras nunca antes vistas en el país (venezolanos, haitianos, colombianos). Este hecho ha puesto el tema en la discusión política de Chile y el gobierno actuó en la materia.
La primera medida tomada por el gobierno fue la elaboración de una nueva ley en relación con la inmigración, según el gobierno tiene en sus fundamentos "Un sentido de urgencia, una migración segura, ordenada y regular, la igualdad de derechos y obligaciones, la integración, y el respeto a los derechos fundamentales" Además de la regularización de 300 000 inmigrantes ilegales.
En marzo de 2018, apenas asumir y durante una entrevista con Deutsche Welle el mandatario expresó: «vamos a seguir recibiendo venezolanos en Chile, porque tenemos un deber de solidaridad y yo nunca olvido que cuando Chile perdió su democracia, Venezuela fue muy generosa con chilenos que buscaban nuevas oportunidades»
En diciembre de 2018, el gobierno anunció que Chile no firmaría el Pacto Mundial sobre Migración, sin embargo el gobierno sí firmó el Pacto Mundial sobre Refugiados.
A mediados de 2019, a raíz del éxodo masivo de venezolanos de su país, surge una crisis inmigratoria en el Complejo fronterizo Chacalluta, el senador Felipe Kast, integrante de la coalición de gobierno opinó que: "Es positivo que el Gobierno esté implementando una política migratoria ordenada y humanitaria; cerrando las fronteras a personas con antecedentes penales, y apoyando a niños y mujeres que buscan reunirse con sus familiares residentes en Chile" y solicitó "tenderles la mano" gestionando directamente que venezolanos pudieran realizar trámites inmigratorios con su pasaporte vencido. mientras que José Antonio Kast fue más crítico con la gestión y acusó a legisladores estarían creando "puentes para generar flujos migratorios que no estén acordes con el sistema legal establecido en Chile" y afirmó que al país no le corresponde "asumir todas las responsabilidades humanitarias".
El 8 de julio de 2019, la ministra vocera del gobierno, Cecilia Pérez, expresó que se seguirían dejando entrar venezolanos «hasta que el país lo resista. Para que los chilenos estén bien. Eso significa poder tener las demandas pertinentes para poder atender salud, educación, vivienda y trabajo».
La oposición hizo un llamado a tener un "enfoque humanitario" en la materia de inmigración, condenó "los intentos por sembrar odio" y respaldó la gestión del INDH en la crisis.
José Miguel Insulza responsabilizó al gobierno por la crisis, Heraldo Muñoz llamó a "hacer una excepción" y el Frente Amplio afirmó que "Hay una inconsecuencia brutal".
Sebastián Piñera asoció el desempleo en el país con el aumento explosivo de inmigrantes afirmando que: "en los últimos 4 o 5 años, producto de la inmigración, la fuerza de trabajo aumentó en un millón de personas, lo cual significa que la exigencia de crear empleos es mucho mayor que la que teníamos antes, y, por tanto, en parte este aumento muy fuerte de la fuerza de trabajo no ha podido ser contrarrestado uno a uno por la creación de empleos" al igual que el ministro Felipe Larraín quien afirmó que: "Este es un país abierto a la migración, pero eso tiene un efecto en el mercado laboral".
Simultáneamente el 31 de julio de 2019 el canciller Teodoro Ribera firmó un acuerdo con la coordinadora residente del Sistema de las Naciones Unidas en Chile, Silvia Rucks, sobre colaboración en inmigración y refugio, en el marco de los Objetivos de Desarrollo Sostenible de la Agenda 2030.
Rucks manifestó en 2017 que "la población inmigrante, junto a la mapuche, son las que peor trato reciben. Eso tiene que cambiar".
En septiembre de 2019, movimientos de extrema derecha convocaron la «Marcha por Chile», una convocatoria contraria a la inmigración masiva y contra la nueva ley de inmigración del gobierno que, en primera instancia, había sido prohibida por la Intendencia Metropolitana dirigida por Karla Rubilar debido al llamado a portar bastones retráctiles que realizaron algunos movimientos y la denuncia de este hecho interpuesta por el diputado Alejandro Navarro junto con el Colegio de Abogados de Chile y el Instituto Nacional de Derechos Humanos quienes exigieron que la intendencia metropolitana denegara el permiso a la realización de la marcha. Días más tarde fue autorizada y los organizadores registraron la asistencia de "500 chilenos", mientras que otras fuentes situaron la asistencia en 70 personas. El llamado al porte de elementos de defensa a la marcha surgió ante las amenazas de ataque por grupos contrarios antifascistas, quienes se contramanifestaron el mismo día que se llevó a cabo la manifestación.
Luego de que Chile entrara en la fase 4 del coronavirus a mediados de marzo de 2020, el gobierno de Sebastián Piñera decretó el cierre de todas las fronteras terrestres, marítimas y áreas del país para el tránsito de personas extranjeras, a partir del 18 de marzo de 2020.
Aun así la comuna de Colchane experimentó olas inmigratorias sin precedentes provenientes desde Venezuela y que al llegar a Chile los inmigrantes fueron alojados en escuelas para ser posteriormente trasladados a otras zonas del país.
En 2021 se realizaron marchas contra la inmigración en Iquique, siendo una de las más llamativas la del 25 de septiembre de 2021. Ese día se convocó a una marcha en la plaza Arturo Prat que tenía como objetivo principal manifestarse en contra de la inmigración masiva. Los asistentes a la marcha criticaron la política inmigratoria, apuntaron a una falta de medidas por parte del gobierno central y pidieron la renuncia del entonces delegado presidencial regional, Miguel Ángel Quezada. Además, solicitaron el cierre de fronteras. Al término de la marcha un grupo de asistentes a la marcha incendiaron carpas y otras pertenencias de ciudadanos extranjeros que se habían instalado en un campamento improvisado entre las calles Las Rosas y Avenida Aeropuerto, y personal policial se trasladó al lugar.

A fines del mes de enero de 2022, existieron diversas manifestaciones, bloqueos de camioneros y barricadas en la ciudad de Iquique debido a la inmigración descontrolada y la delincuencia desencadenada en el norte del país, las manifestaciones dejaron incidentes en que manifestantes quemaron pertenencias de migrantes venezolanos y existieron agresiones. Lo cual provocó tensiones entre el gobierno saliente de Piñera y el gobierno entrante de Boric.

## Ciencia
Durante su gobierno se creó el ministerio de Ciencia, tecnología, conocimiento e innovación, para impulsar, coordinar y promover las actividades de ciencia, humanidades y desarrollo tecnológico en todas sus etapas.
También se creó la agencia Nacional de Investigación y Desarrollo de Chile para 
La Agencia Nacional de Investigación y Desarrollo (ANID) es el servicio encargado de administrar y ejecutar los programas e instrumentos destinados a promover, fomentar y desarrollar la investigación en todas las áreas del conocimiento, el desarrollo tecnológico y la innovación de base científico-tecnológica, de acuerdo a las políticas definidas por el Ministerio de Ciencia, Tecnología, Conocimiento e Innovación.

### COVID-19
Colaboró con el ministerio de salud para enfrentar la pandemia, a través de diferentes maneras cómo:
- Submesa de datos
- El aumento de la red diagnóstica
- Financiación de ventiladores mecánicos[160]

Además la subsecretaria de Salud, Paula Daza, implementó el "pase de movilidad" restringiendo actividades como asistir a restaurantes, gimnasios, cines y al turismo a quienes no estuvieran con la última vacuna indicada por el Ministerio de Salud.

## Desarrollo Social
Durante su mandato, se cambió el nombre del Ministerio de Desarrollo Social poniendo familia al final, quedando Ministerio de Desarrollo Social y Familia.

### Niñez
El 12 de abril de 2018 fue creada la Subsecretaría de la Niñez, para mejorar los derechos de los niños.
Además se terminó con el Servicio Nacional de Menores (Sename) que era dependiente del Ministerio de Justicia y Derechos Humanos. Remplazándolo por el Servicio Nacional de Protección Especializada a la Niñez y Adolescencia pero esta vez dependiente del Ministerio de Desarrollo Social y Familia, todo esto para mejorar la protección de los niños y de los adolescentes.
En julio de 2021 el presidente Piñera vetó parte de la ley de Garantías de la Niñez la cual promulgó en marzo de 2022.

### Programa Adulto Mejor
La primera dama, Cecilia Morel lanzó el programa "Adulto Mejor" en 2018.

### Sala Cuna
Además se mandó el proyecto de sala cuna universal.

## Medio Ambiente

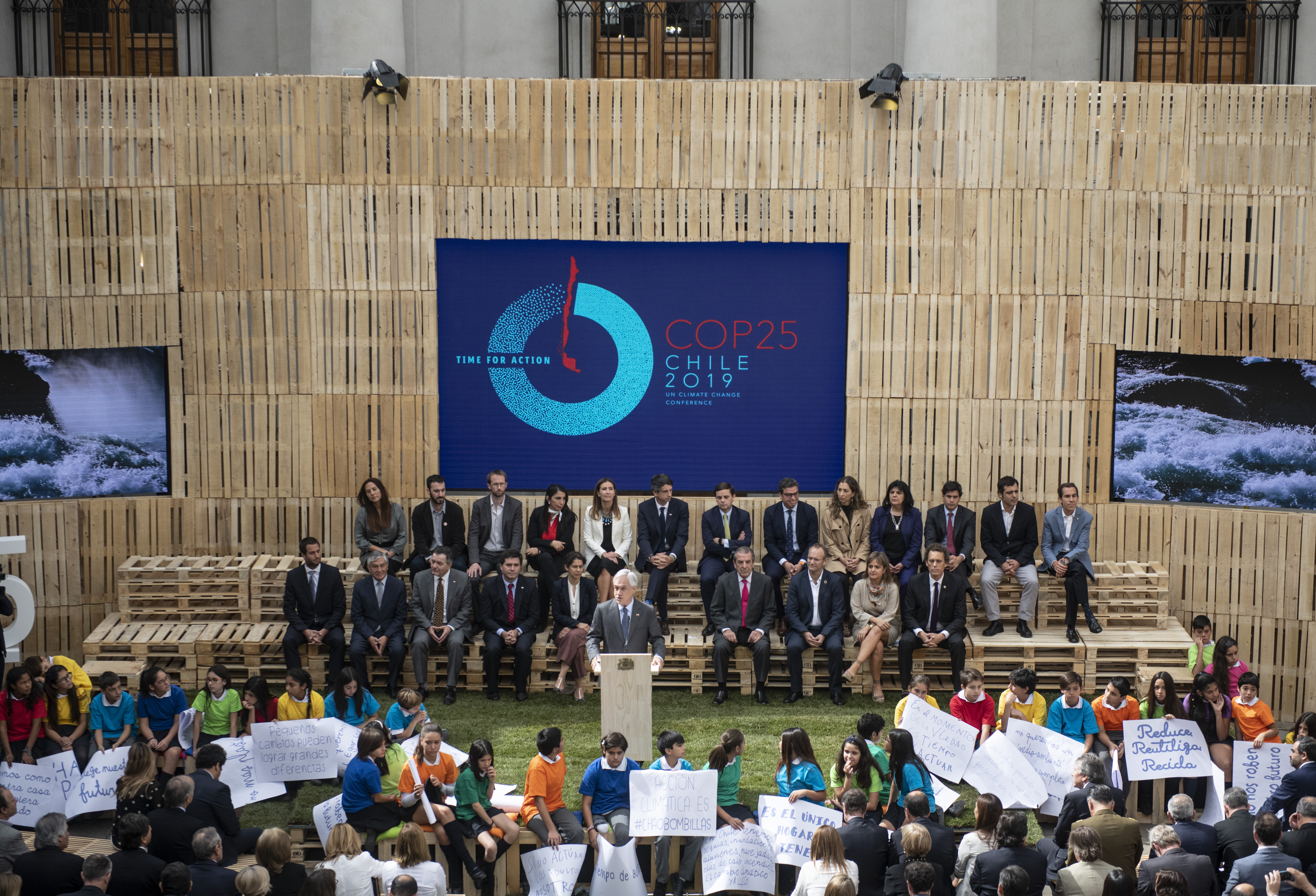
El Presidente Piñera encabezando el lanzamiento de la COP 25 en abril de 2019.

Durante el gobierno no se firmó el acuerdo de Escazú, a pesar de haber liderado sus negociaciones durante la anterior administración de Michelle Bachelet alegando razones de «soberanía nacional» en el abandono del acuerdo. 
Entre el 2 y el 15 de diciembre del mismo año, fue celebrada la Conferencia de las Naciones Unidas sobre el Cambio Climático, la cual fue presidida por el gobierno chileno, pero que sin embargo, debió ser trasladada la sede del evento a Madrid, España, debido a las protestas que ocurrían en el país sudamericano en dicho año.
El Presidente firmó la Ley de Delitos Medioambientales en enero de 2019.

## Medios de comunicación
Según el índice Chapultepec de la Sociedad Interamericana de Prensa (SIP), Chile fue calificado en 2020 en el puesto #1 en el ránking americano de libertad de expresión y prensa, como país con «baja restricción» a la libertad de prensa. En 2021 el país descendió al lugar #2, aunque fue elevado como uno de los dos únicos países «con libertad de expresión», junto a Uruguay. En 2022 Chile descendió al puesto #6, siendo calificado nuevamente en la lista de países con «baja restricción» de expresión.

## Relaciones internacionales

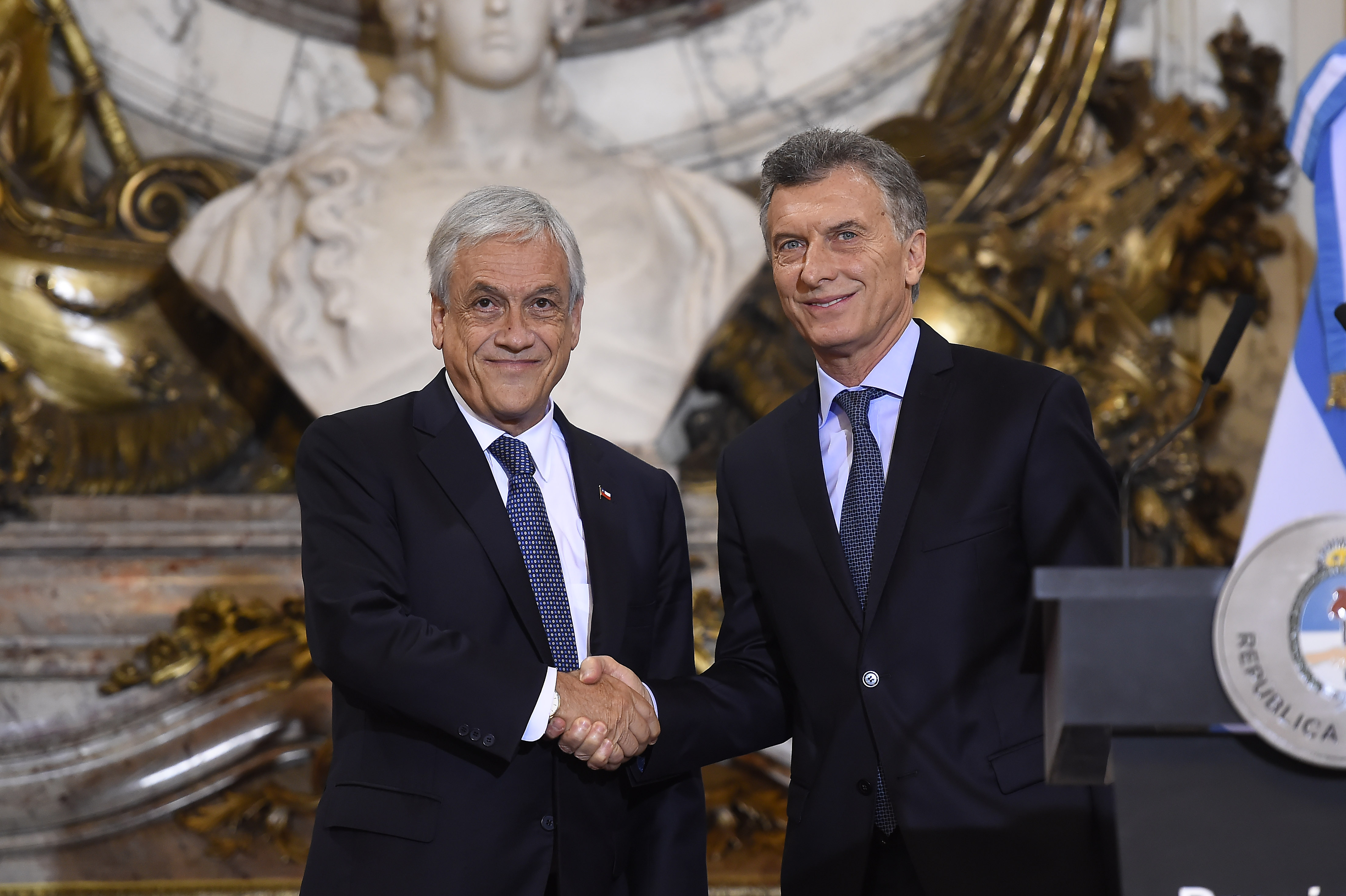
Sebastián Piñera junto a Mauricio Macri durante su primera visita al extranjero de su segundo mandato, en la Casa Rosada de Argentina, el 26 de abril de 2018

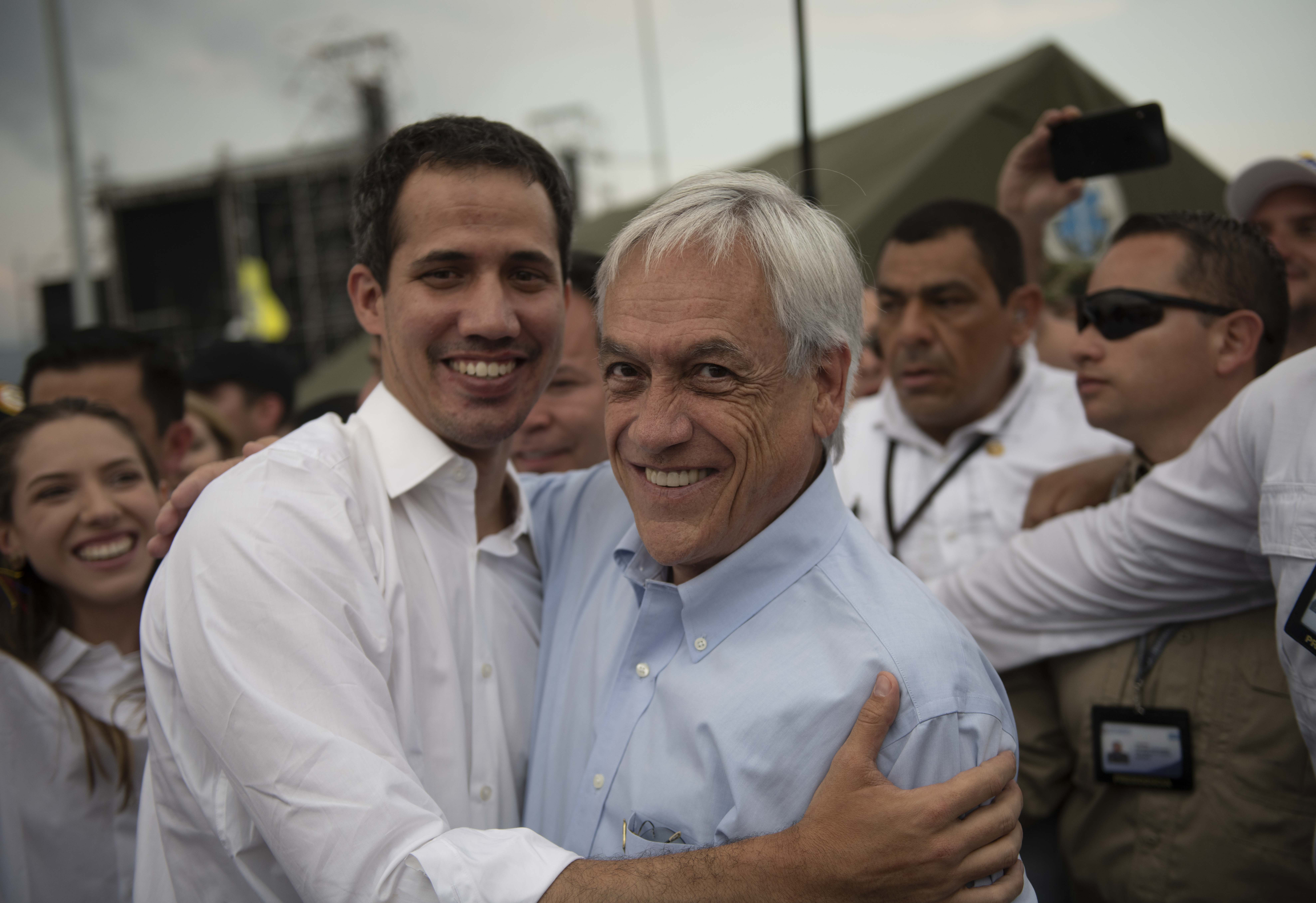
Sebastián Piñera junto al líder opositor venezolano Juan Guaidó, el 22 de febrero de 2019 en Cúcuta (Colombia)

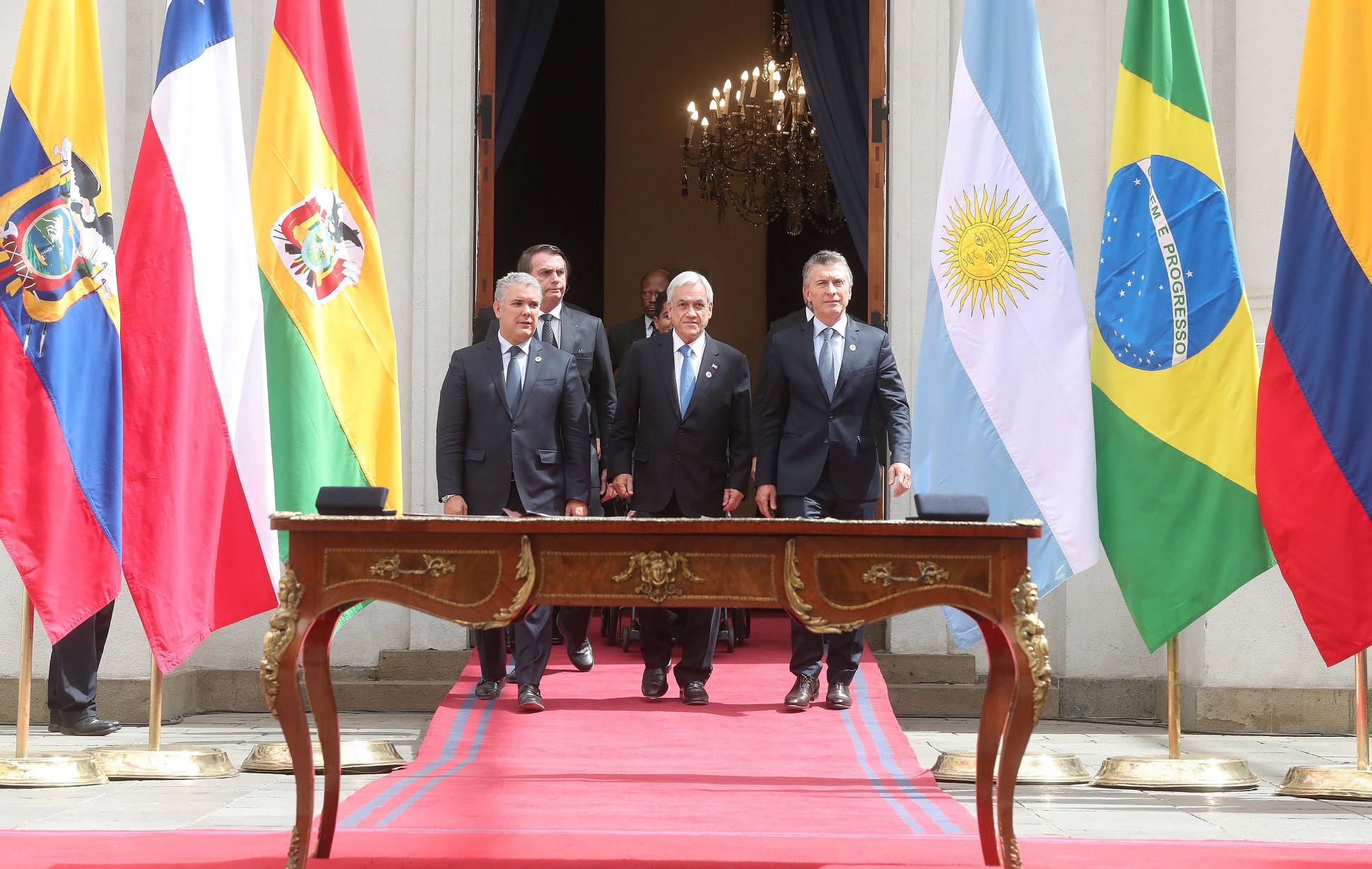
Firma de la Declaración Presidencial sobre la Renovación y Fortalecimiento de la Integración de América del Sur en el Palacio de La Moneda (marzo de 2019)

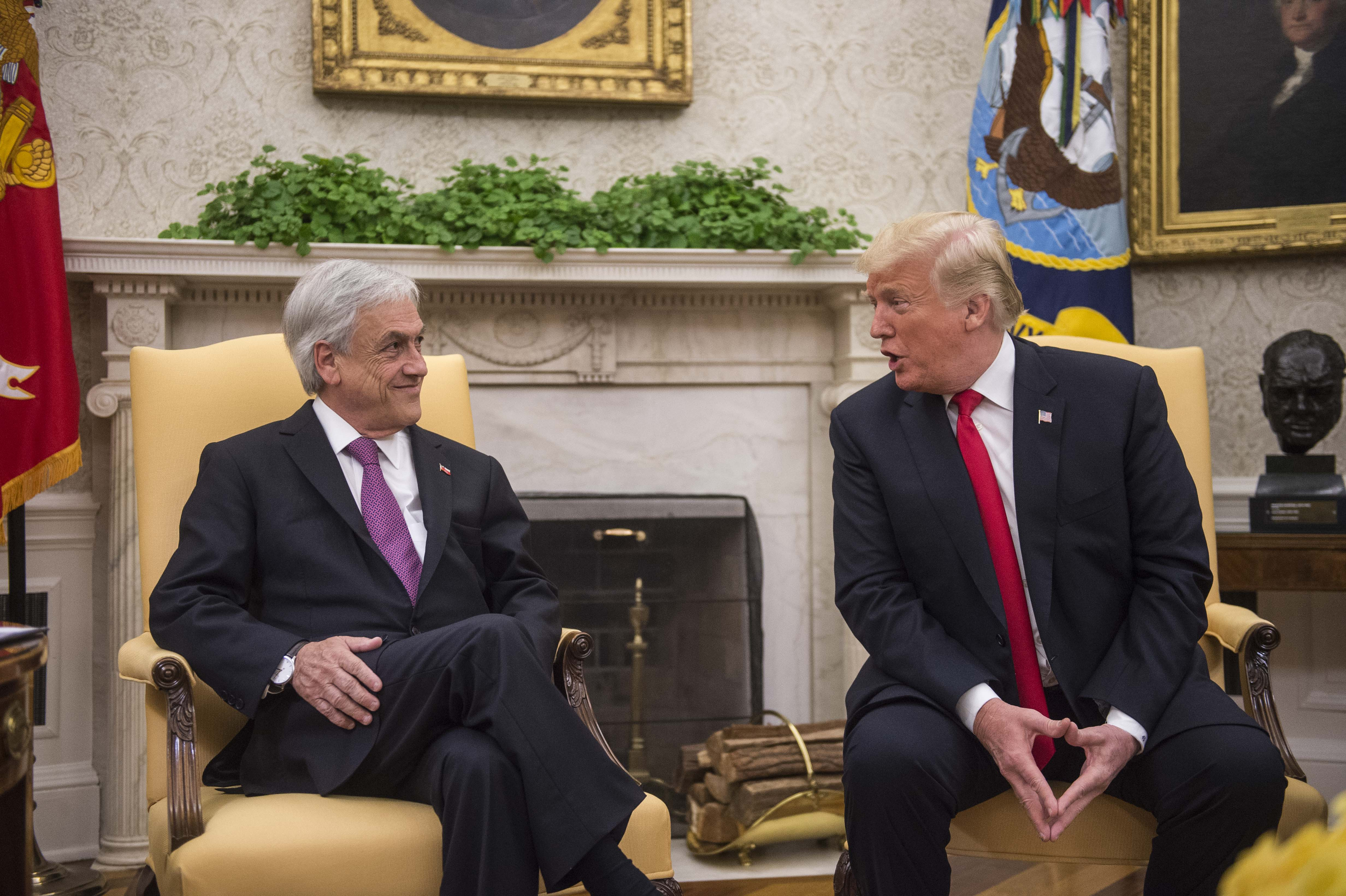
El Presidente Piñera sostieniendo reunión con el presidente Donald Trump.

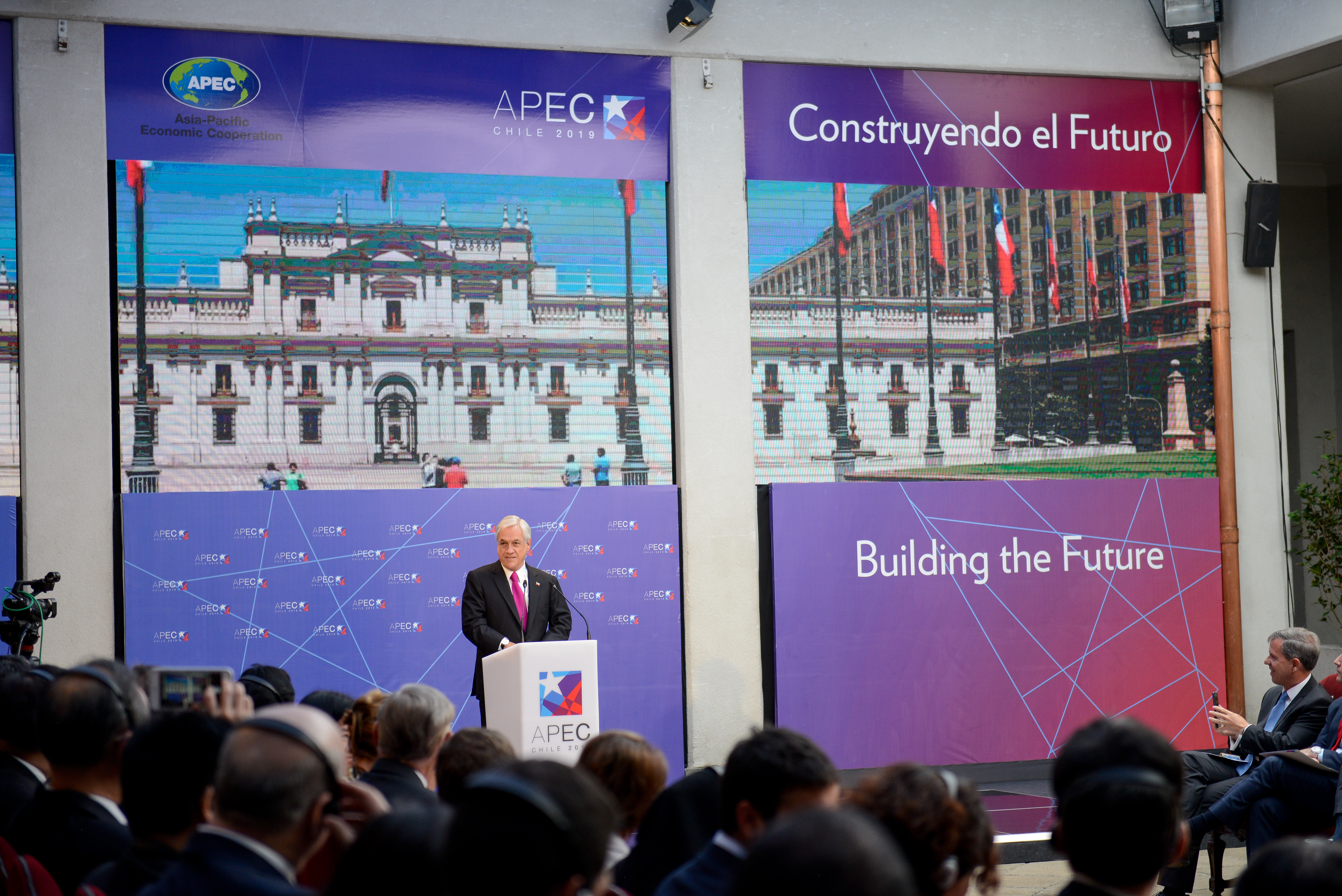
Lanzamiento de la APEC Chile 2019, posteriormente cancelada.

Sebastián Piñera mostró cercanía con los líderes latinoamericanos afines a su sector político como por ejemplo Mauricio Macri y ha sido crítico con aquellos que no lo son, en especial con el gobierno venezolano.
El 13 de abril, el ejecutivo asistió a la VIII Cumbre de las Américas, en donde se reunió con otros líderes de la región.
El 11 de mayo de 2018, Argentina y Chile anunciaron que estaban trabajando en la última etapa de eliminación del “roaming” entre ambos países.
El 5 de junio del mismo año el canciller Roberto Ampuero, mientras se discutían sanciones contra el gobierno caribeño, lanzó duras críticas contra el canciller venezolano Jorge Arreaza y el gobierno que este representa.
El 1 de octubre de 2018 se dio la lectura del fallo de la Corte Internacional de La Haya sobre el caso marítimo entre Bolivia y Chile el cual resultó favorable a Chile, el gobierno celebró el resultado junto a la oposición y la ciudadanía.
En el contexto de la crisis presidencial de Venezuela de 2019, el Gobierno de Chile se sumó a los países que reconocen a Juan Guaidó como presidente encargado de Venezuela. Además el presidente Piñera asistió al concierto Venezuela Aid Live.
En marzo de 2019, Chile fue sede del primer «Encuentro de Presidentes de América del Sur», que formó parte de la primera Cumbre del Foro para el Progreso de América del Sur (Prosur), una organización de carácter regional que fue fundada en dicho año como una propuesta de los presidentes chileno y colombiano, Sebastián Piñera e Iván Duque. 
El 1 de agosto de 2019, el canciller Teodoro Ribera en representación del gobierno de Chile firmó un Marco de Cooperación para el Desarrollo Sostenible 2019-2022 con Silvia Rucks del Sistema de las Naciones Unidas, siendo el cuarto documento de este tipo que se elabora para Chile y el primero que se adopta bajo los desafíos de la Agenda 2030. El canciller afirmó el compromiso del gobierno con la consonancia con Naciones Unidas y el multilateralismo. Futuros cancilleres del gobierno ratificaron el compromiso del gobierno para la implementación de la Agenda 2030 para el Desarrollo Sostenible en Chile.
La cumbre APEC Chile 2019 fue cancelada por las protestas de octubre. En este evento el presidente estadounidense, Donald Trump, planeaba firmar un acuerdo con la República Popular China para terminar la Guerra comercial entre China y Estados Unidos.
En 2021, el presidente Sebastián Piñera autorizó la carta SHOA N° 8, la cual no muestra el rectángulo en la zona no demarcada en el campo de hielo patagónico sur y hace expresa la plataforma continental reclamada por Chile en el Mar de la Zona Austral. Hasta antes del decreto promulgado, y también después de este, en los mapas Chilenos oficiales y también en los mapas turísticos, los mapas chilenos muestran un rectángulo aclarando que el límite con Argentina no está definido de acuerdo al acuerdo de 1998. En el mapa del decreto de Piñera del 23 de agosto de dicho año no se mostró como tal y se usó la cartografía anterior a 1998. Chile y Argentina consideran que poseen unos mil kilómetros más de hielos respecto al otro, lo que se refleja en la diferencia cartográfica en el marco del litigio del campo de hielo patagónico sur.

### Relaciones Económicas Internacionales
Se creó la Subscretaría de Relaciones Económicas para desarrollar la política de relaciones ecómicas internacionales, para reemplazar Direcon.

## Niveles de aprobación y desaprobación
En abril de 2018, Cadem indicó que el nivel de aprobación del mandatario llegó a 58 % y el de su gabinete a un 54 %, de la lista de ministros el primero es el canciller Roberto Ampuero, con un 77 %, después aparece Gonzalo Blumel, de la Secretaría General de la Presidencia, con un 69 % seguido del subsecretario del Interior, Rodrigo Ubilla, quien registró un 67 % de aprobación y en cuarto lugar se encuentra el ministro del Interior Andrés Chadwick con un 63 %.
La aprobación de Piñera superó el mejor índice de Bachelet el cual llegó a 54 %.
Tras la presentación de la nueva política migratoria, Cadem afirmó que la aprobación del jefe de Estado llegó a un 60 %, la encuesta también midió la aprobación de la nueva ley migratoria, un 75 % se mostró a favor de la iniciativa del Gobierno, mientras que el 17 % la desaprobó.
La encuestadora Adimark registró en mayo de 2018 un 54 % de aprobación y un 30 % de desaprobación, luego al mes siguiente, la aprobación disminuyó a un 50 % y la desaprobación subió a un 40 %. Durante el mes de agosto del mismo año su aprobación cayó al 49 %. Su desaprobación alcanzó al 41 %. En el mes de agosto su aprobación se redujo a un 48 %. Finalizó 2018 con un 37 % de aprobación
En octubre de 2019, en medio de las protestas que se desarrollaron en el país, Piñera alcanzó el porcentaje de aprobación más bajo de un presidente desde el retorno a la democracia. Según la encuesta Cadem, su nivel de aprobación llegó a 14 %, mientras que su desaprobación a 78 %. Su aprobación registró una nueva baja a comienzos de noviembre de 2019, ya que una nueva encuesta a cargo de Cadem dio a conocer que esta correspondía a 13 %, mientras que la desaprobación a 79 %.
El 12 de enero de 2020, la encuesta Ipsos dejó al presidente Piñera como el cuarto presidente peor evaluado de América Latina, quedando solo por encima del presidente de Brasil, Jair Bolsonaro; el de Cuba, Miguel Díaz-Canel; y Nicolás Maduro de Venezuela. El 16 de enero, Piñera alcanzó la aprobación más baja de un presidente chileno. Según la encuesta CEP, la aprobación del mandatario disminuyó al histórico el 6 %, mientras que su desaprobación corresponde al 82 %.

### Historial de aprobación en segundo gobierno

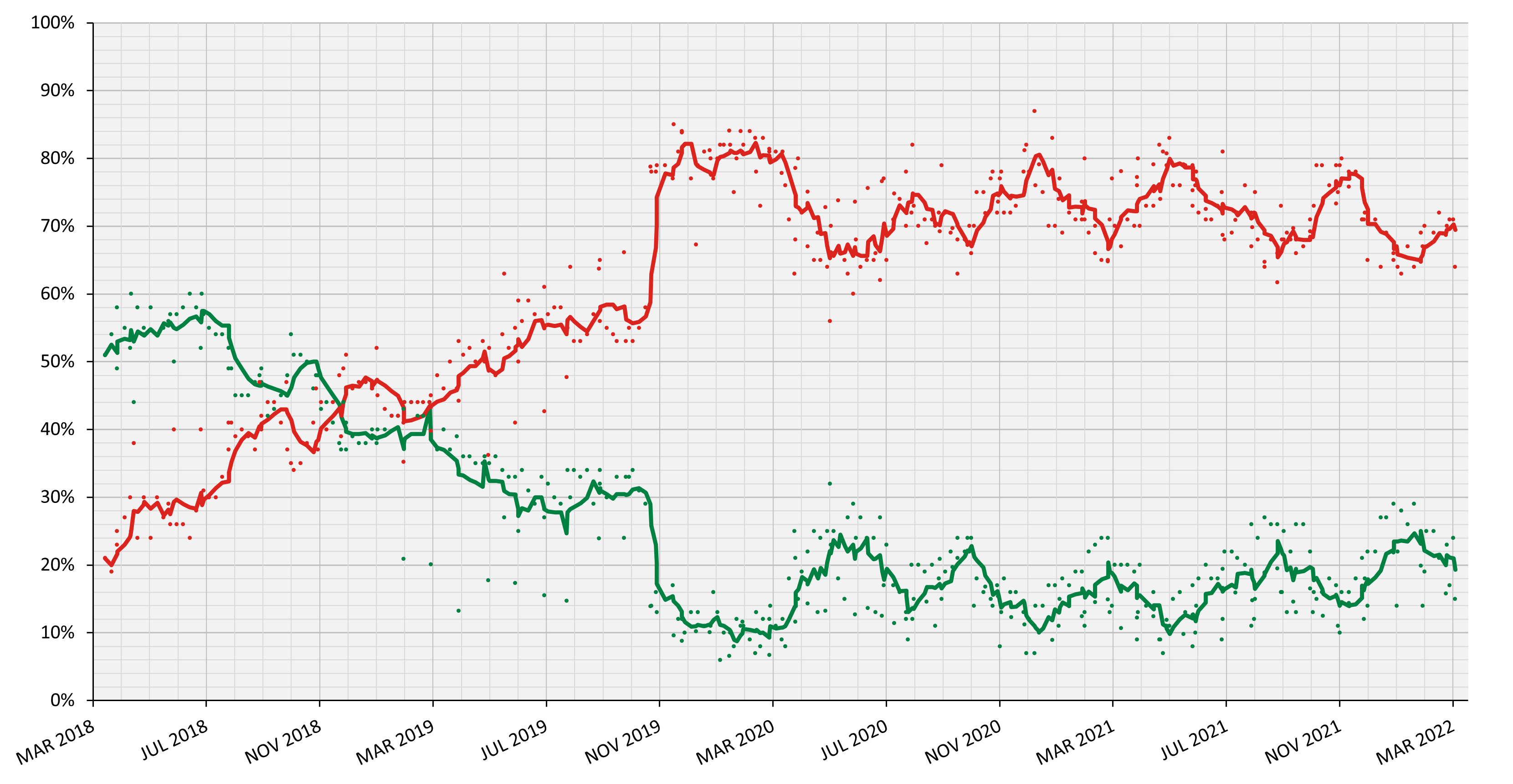
Línea de tendencia móvil de las 6 últimas encuestas de la aprobación y desaprobación durante todo el gobierno. Cada punto pertenece a una encuesta diferente.